# Bulgaria
Bulgaria, quốc hiệu là Cộng hòa Bulgaria, là một quốc gia nằm tại khu vực đông nam châu Âu. Bulgaria giáp với România về phía bắc, giáp với Serbia và Bắc Macedonia về phía tây, giáp với Hy Lạp và Thổ Nhĩ Kỳ về phía nam và cuối cùng giáp với Biển Đen về phía đông.
Dãy núi Balkan chạy từ đông sang tây phía bắc Bulgaria. Người Bulgaria gọi dãy núi này là "Núi Già" (Stara Planina). Sông Donau tạo thành phần lớn biên giới phía bắc Bulgaria.
Giữa Sofia ở phía tây và Biển Đen là một vùng đồng bằng thấp gọi là thung lũng hoa hồng, trong 3 thế kỷ đã trồng ở khu vực này. Hoa hồng Kazanluk được ưa chuộng và được xuất khẩu do mùi hương riêng biệt của nó, dùng để sản xuất nước hoa. Về phía đông là bờ biển Hắc Hải với những mỏm đá phía bắc và các bãi cát phía nam thu hút du khách khắp thế giới.
Vị trí của Bulgaria ở giao lộ quan trọng của hai châu lục khiến đây là nơi tranh giành quyền lực trong nhiều thế kỷ. Là một vương quốc độc lập trong nhiều thế kỷ, Bulgaria đã là một cường quốc lớn trong thời gian dài thời Trung cổ.
Bulgaria là một nước có truyền thống lịch sử và văn hóa lâu đời tại châu Âu. Đế quốc Bulgaria thứ nhất hùng mạnh đã từng mở rộng lãnh thổ ra khắp vùng Balkan và có những ảnh hưởng văn hóa của họ ra khắp các cộng đồng người Slav tại khu vực này. Vài thế kỉ sau đó, với sự sụp đổ của Đế quốc Bulgaria thứ hai, đất nước này bị Đế quốc Ottoman đô hộ trong gần 5 thế kỉ sau đó. Năm 1878, Bulgaria trở thành một nước quân chủ lập hiến tự trị nằm trong Đế quốc Ottoman. Sau Chiến tranh thế giới thứ hai (1939-1945), một chính phủ được Liên Xô ủng hộ đã được lập ở Bulgaria. Bulgaria đã thực hiện chương trình công nghiệp hóa trong thời kỳ những người cộng sản cầm quyền. Chính quyền Bulgaria đã cải cách dân chủ năm 1989. Năm 1990, Bulgaria đã tổ chức tổng tuyển cử nhiều đảng phái và đã đổi tên từ Cộng hòa Nhân dân Bulgaria thành Cộng hòa Bulgaria ngày nay.
Tiến trình chuyển đổi dân chủ và thể chế kinh tế của Bulgaria không dễ dàng do việc mất thị trường truyền thống Liên Xô. Điều này dẫn tới tình trạng đình đốn kinh tế, lạm phát và thất nghiệp gia tăng. Nhiều người Bulgaria đã rời bỏ đất nước. Quá trình cải cách vẫn tiếp tục và năm 2000, Bulgaria đã bắt đầu đàm phán xin gia nhập EU.
Nước này là thành viên của NATO từ năm 2004 và thành viên Liên minh châu Âu từ năm 2007. Dân số Bulgaria là 7,7 triệu người với thủ đô là Sofia.

## Tên gọi
Danh xưng Bulgaria bắt nguồn từ Bulgar - một bộ lạc gốc Turk, là những người đầu tiên đã thành lập quốc gia này. Không thể hiểu rõ về nguồn gốc và rất khó để tìm những di liệu còn sót lại trước thế kỷ 4, nhưng có thể chúng bắt nguồn từ từ bulģha trong ngôn ngữ Turk nguyên thủy, nghĩa là "khuấy đảo", "hòa trộn". Và nó mang hàm nghĩa của từ bulgak ("nổi dậy", "rối loạn"). Ý nghĩa của nó còn mở rộng nữa: "nổi loạn", "kích động" và do đó, mang hàm nghĩa "kẻ gây nhiễu". Các nhóm dân tộc ở Nội Á có tên giống nhau về mặt âm vị học thường được mô tả theo các thuật ngữ tương tự: trong thế kỷ thứ 4, người Yết - một trong những bộ tộc tạo nên nhóm Vu Hồ (năm dân tộc man rợ của Trung Quốc thời cổ đại) được miêu tả là cả một "chủng tộc hỗn hợp" và "những kẻ gây rối".

## Lịch sử

### Tiền sử và cổ đại

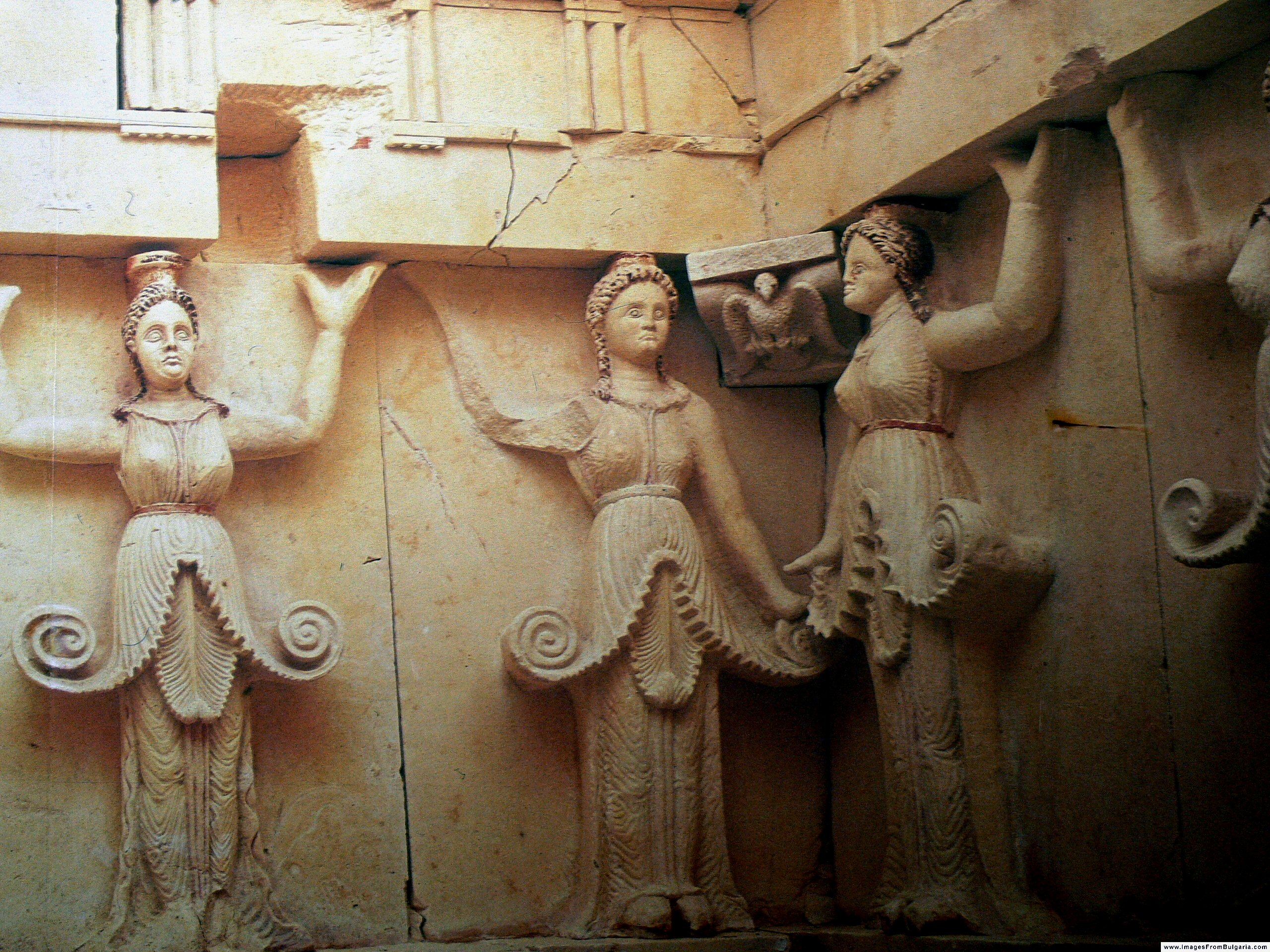
Mộ Thracia Sveshtari, một ngôi mộ từ thế kỷ thứ III trước Công Nguyên được liệt kê là một địa điểm di sản thế giới của UNESCO

Các nền văn hóa tiền sử trên những vùng đất Bulgaria gồm văn hóa Hamangia và văn hóa Vinča thuộc thời kỳ đồ đá mới (6.000 tới 3.000 năm trước), văn hóa Varna eneolithic (5.000 năm trước Công Nguyên; xem thêm Nghĩa địa Varna), và văn hóa Ezero thời kỳ đồ đồng. Niên đại học Karanovo là một thước đo thời tiền sử cho toàn bộ cả vùng Balkan rộng lớn.
Người Thracia, một trong ba tổ tiên chính của người Bulgaria hiện đại, đã để lại các dấu vết vẫn còn lại ở vùng Balkan dù đã trải qua nhiều thiên niên kỷ. Người Thracia sống trong những bộ tộc riêng rẽ cho tới khi Vua Teres thống nhất hầu hết các bộ lạc vào khoảng năm 500 trước Công Nguyên bên trong Vương quốc Odrysian, sau này phát triển lên tới đỉnh điểm dưới thời Vua Sitalces (cầm quyền 431-424 trước Công Nguyên) và Vua Cotys I (383–359 trước Công Nguyên). Sau đó Đế quốc Macedonia đã sáp nhập vương quốc Odrysia và Thracia trở thành một thành phần không thể chuyển nhượng trong các chuyến viễn chinh của cả Philip II và Alexander III (Đại đế). Năm 188 trước Công Nguyên người La Mã xâm lược Thrace, và chiến tranh tiếp tục tới năm 45 khi cuối cùng La Mã chinh phục cả vùng. Các nền văn hóa Thracia và La Mã đã hòa nhập ở một số mức độ, dù những truyền thống nền tảng của Thracia vẫn không thay đổi. Vì thế tới thế kỷ thứ IV người Thracia có một bản sắc bản xứ hỗn hợp, như người Công giáo Rôma và vẫn duy trì được một số tín ngưỡng ngoại giáo cổ xưa của họ.
Người Slavơ xuất hiện từ quê hương của họ ở đầu thế kỷ thứ VI và tràn ra hầu hết Đông Trung Âu, Đông Âu và Balkans, trong quá trình này họ phân chia thành ba nhóm chính; Tây Slavơ, Đông Slavơ và Nam Slavơ. Một thành phần người Nam Slav ở phía đông đã bị người Thracia đồng hóa trước khi tầng lớp quý tộc Bulgaria tự sáp nhập mình vào Đế quốc Bulgaria đầu tiên.

### Đế quốc Bulgaria đầu tiên

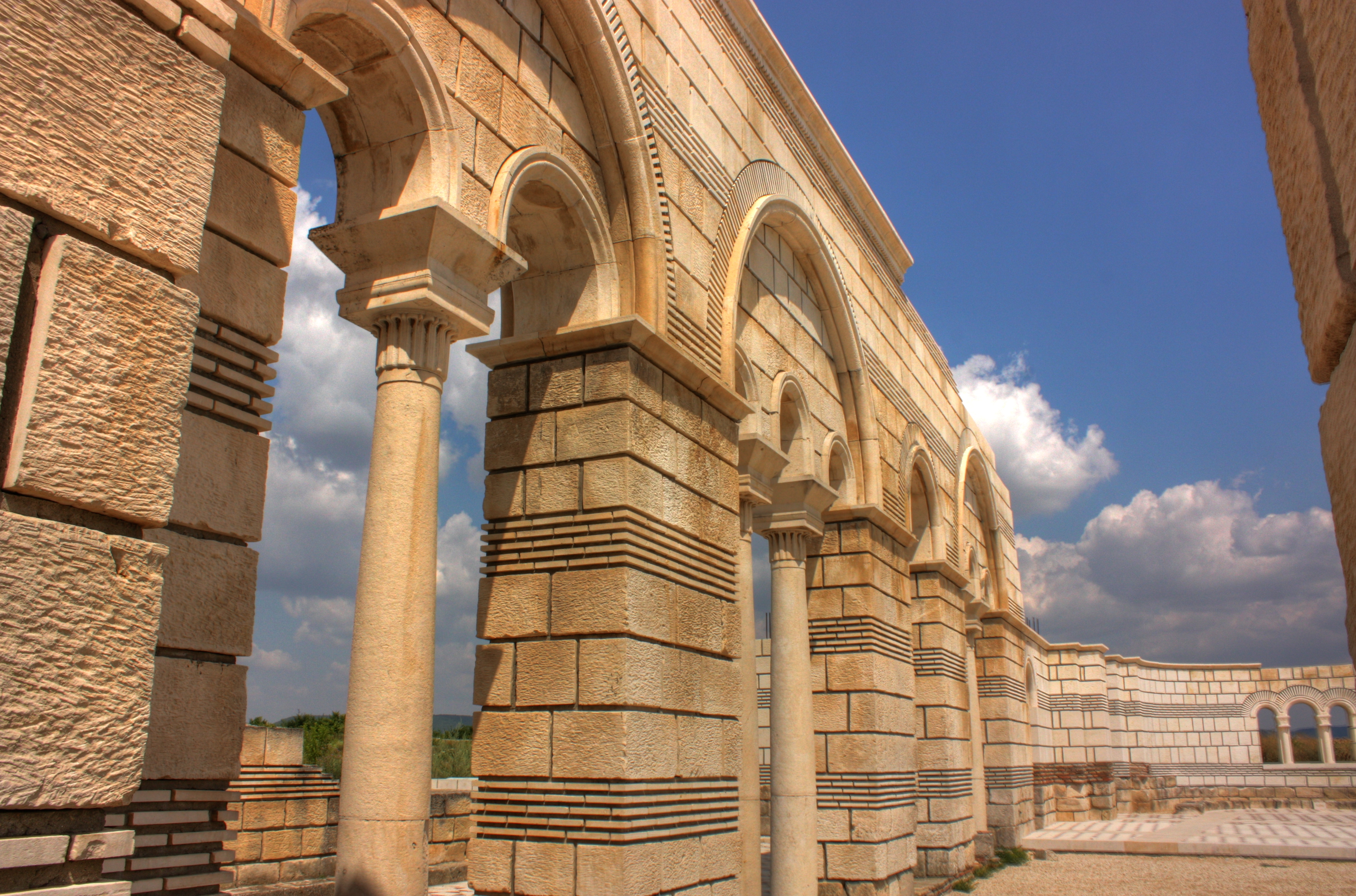
Các tàn tích tại Pliska, thủ đô Đế quốc Bulgaria đầu tiên từ năm 680 đến khoảng năm 890

Năm 632 người Bulgar, có nguồn gốc từ Trung Á, đã hình thành, dưới sự lãnh đạo của Khan Kubrat, một nhà nước độc lập bắt đầu được gọi là Đại Bulgaria. Lãnh thổ của nó mở rộng tới hạ lưu sông Danube ở phía tây, Biển Đen và Biển Azov ở phía nam, Sông Kuban ở phía đông, và Sông Donets ở phía bắc.
Áp lực từ Khazars đã dẫn tới sự chinh phục Đại Bulgaria ở nửa sau thế kỷ thứ VII. Người kế vị Kubrat, Khan Asparuh, đã cùng một số bộ tộc Bulgar đi về phía hạ lưu những con sông Danube, Dniester và Dniepr (được gọi là Ongal), và chinh phục Moesia và Tiểu Scythia (Dobrudzha) từ Đế quốc Byzantine, mở rộng hãn quốc mới của mình xa thêm nữa về phía Bán đảo Balkan. Một hiệp ước hòa bình với Byzantine năm 681 và việc thành lập thủ đô Bulgar tại Pliska phía nam Danube đánh dấu sự khởi đầu của Đế quốc Bulgaria đầu tiên. Cùng thời điểm đó, một trong những người anh em của Asparuh, Kuber, đã hòa giải với nhóm Bulgar tại Macedoniahiện nay.

Đế quốc Bulgaria khoảng năm 893 màu xanh tối, với những lãnh thổ giành được cho tới năm 927 màu xanh sáng

Trong cuộc bao vây Constantinople năm 717–718 vị Khan cai trị Bulgaria Tervel đã thực hiện hiệp ước của mình với những người Byzantine bằng cách gửi binh lính tới giúp dân chúng thành phố thủ đô đế chế này. Theo nhà viết sử Byzantine Theophanes, trong trận đánh quyết định người Bulgaria đã giết 22.000 quân Ả Rập, nhờ vậy loại bỏ được mối đe dọa về một cuộc tấn công tổng lực của Ả Rập vào Đông và Trung Âu.
Ảnh hưởng và sự mở rộng lãnh thổ của Bulgaria gia tăng thêm nữa trong thời cầm quyền của Khan Krum, người vào năm 811 đã có một thắng lợi quyết định trước quân đội Byzantine dưới sự chỉ huy của Nicephorus I trong Trận Pliska. Thế kỷ thứ VIII và thứ IX là thời gian số người Slavơ đông đảo dần đồng hoá những người Bulgar nói tiếng Turkic (hay Proto-Bulgarians).
Năm 864, Bulgaria ở thời vua Boris I Người rửa tội chấp nhận Chính Thống giáo Đông phương.
Bulgaria trở thành một cường quốc châu Âu lớn ở thế kỷ thứ IX và thứ 10, trong khi vẫn đấu tranh với Đế quốc Byzantine để giành quyền kiểm soát Balkans. Việc này diễn ra dưới sự cai trị (852–889) của Boris I. Trong thời trị vì của ông, ký tự Cyrill đã phát triển tại Preslav và Ohrid,
được sửa đổi từ ký tự Glagolitic do các giáo sĩ Saints Cyril và Methodius phát minh.
Ký tự Cyrill trở thành căn bản cho sự phát triển thêm nữa của văn hoá. Những thế kỷ sau này, bảng chữ cái này, cùng với ngôn ngữ Bulgaria cổ, đã trở thành ngôn ngữ viết trí thức (lingua franca) cho Đông Âu, được gọi là chữ Slavơ Nhà thờ. Thời kỳ đỉnh cao mở rộng lãnh thổ của Đế quốc Bulgaria -bao phủ hầu hết Balkan— diễn ra dưới thời Hoàng đế Simeon I Vĩ đại, Sa hoàng (Hoàng đế) đầu tiên của Bulgaria, cầm quyền từ năm 893 tới năm 927. Trận Anchialos (917), một trong những trận đánh đẫm máu nhất thời Trung Cổ.
đã đánh dấu một trong những thắng lợi quyết định nhất của Bulgaria trước Đế quốc Byzantine.
Tuy nhiên, thành tựu lớn nhất của Simeon là việc phát triển Bulgaria trở thành một nền văn hoá Kitô giáo Slavơ duy nhất và giàu mạnh, trở thành một hình mẫu cho các dân tộc Slavơ khác ở châu Âu và cũng đảm bảo sự tiếp tục tồn tại của nhà nước Bulgaria dù có những lực lượng đe doạ chia rẽ nó thành nhiều mảnh trong suốt lịch sử dài và đầy các cuộc chiến tranh.
Giữa thế kỷ thứ X Bulgaria rơi vào giai đoạn suy tàn, bị kiệt quệ bởi các cuộc chiến tranh với Croatia, những cuộc nổi dậy thường xuyên của người Serbia được Byzantine hậu thuẫn, và những cuộc xâm lược của người Magyar và Pecheneg. Vì những nguyên nhân này, Bulgaria sụp đổ trước cuộc tấn công trực diện của Rus' năm 969–971.
Sau đó người Byzantine bắt đầu những chiến dịch chinh phục Bulgaria. Năm 971, họ chiếm thủ đô Preslav và bắt Hoàng đế Boris II. Cuộc kháng cự tiếp tục dưới sự lãnh đạo của Sa hoàng Samuil ở các vùng đất phía tây Bulgaria trong vòng gần nửa thế kỷ. Nước này đã tìm cách hồi phục và đánh đuổi người Byzantine trong nhiều trận đánh lớn, giành được quyền kiểm soát hầu hết Balkan vào năm 991 xâm lược nhà nước Serbia. Nhưng người Byzantine dưới sự lãnh đạo của Basil II ("Kẻ giết người Bulgar") đã tiêu diệt nhà nước Bulgaria năm 1018 sau thắng lợi tại Kleidion. Sau khi đã đánh bại người Bulgaria, Basil II đã làm mù mắt tới 15.000 tù nhân của trận đánh, trước khi thả họ.

### Bulgaria Byzantine
Không có bằng chứng còn lại về bất kỳ một cuộc kháng cự hay nổi dậy lớn nào của người dân hay giới quý tộc Bulgaria trong thập kỷ đầu tiên sau sự thành lập quyền cai trị của Byzantine. Với sự tồn tại của các đối thủ không thể dung hoà với Byzantium như Krakra, Nikulitsa, Dragash và những người khác, sự im ắng này dường như rất khó giải thích. Một số nhà sử học
đã giải thích đó là kết quả của một sự nhân nhượng mà Basil II đã trao cho giới quý tộc Bulgaria để giành được lòng trung thành của họ. Ở ngôi vị cao nhất, Basil II đảm bảo tính không thể chia cắt của Bulgaria trong các biên giới địa lý cũ của nó và không chính thức xoá bỏ quyền cai trị địa phương của giới quý tộc Bulgaria, những người đã trở thành một phần của tầng lớp quý tộc Byzantine như là các quan chấp chính hay chỉ huy quân sự. Thứ hai, các tuyên bố đặc biệt (nghị định hoàng gia) của Basil II công nhận tính độc lập của Địa phận Tổng giám mục Bulgaria Ohrid và đặt ra các biên giới của nó, đảm bảo sự tiếp nối của các giáo khu đã tồn tại dưới thời Samuel, tài sản và các quyền ưu tiên của họ.
Người dân Bulgaria đã đứng lên chống lại sự cai trị của Byzantine nhiều lần trong thế kỷ XI và một lần nữa ở đầu thế kỷ XII. Cuộc khởi nghĩa lớn nhất diễn ra dưới sự lãnh đạo của Peter II Delyan (tuyên bố là Hoàng đế tại Belgrade năm 1040 - 1041) và Contantine Bodin (tức Peter III, 1072). Từ giữa thế kỷ XI tới những năm 1150, cả người Norman và người Hungary đều tìm cách xâm lược Bulgaria Byzantine, nhưng không thành công. Giới quý tộc Bulgaria cai trị các tỉnh dưới danh nghĩa Hoàng đế Byzantine cho tới khi Ivan Asen I và Peter IV của Bulgaria bắt đầu một cuộc nổi dậy năm 1185 dẫn tới việc thành lập Đế quốc Bulgaria thứ hai.

### Đế quốc Bulgaria thứ hai

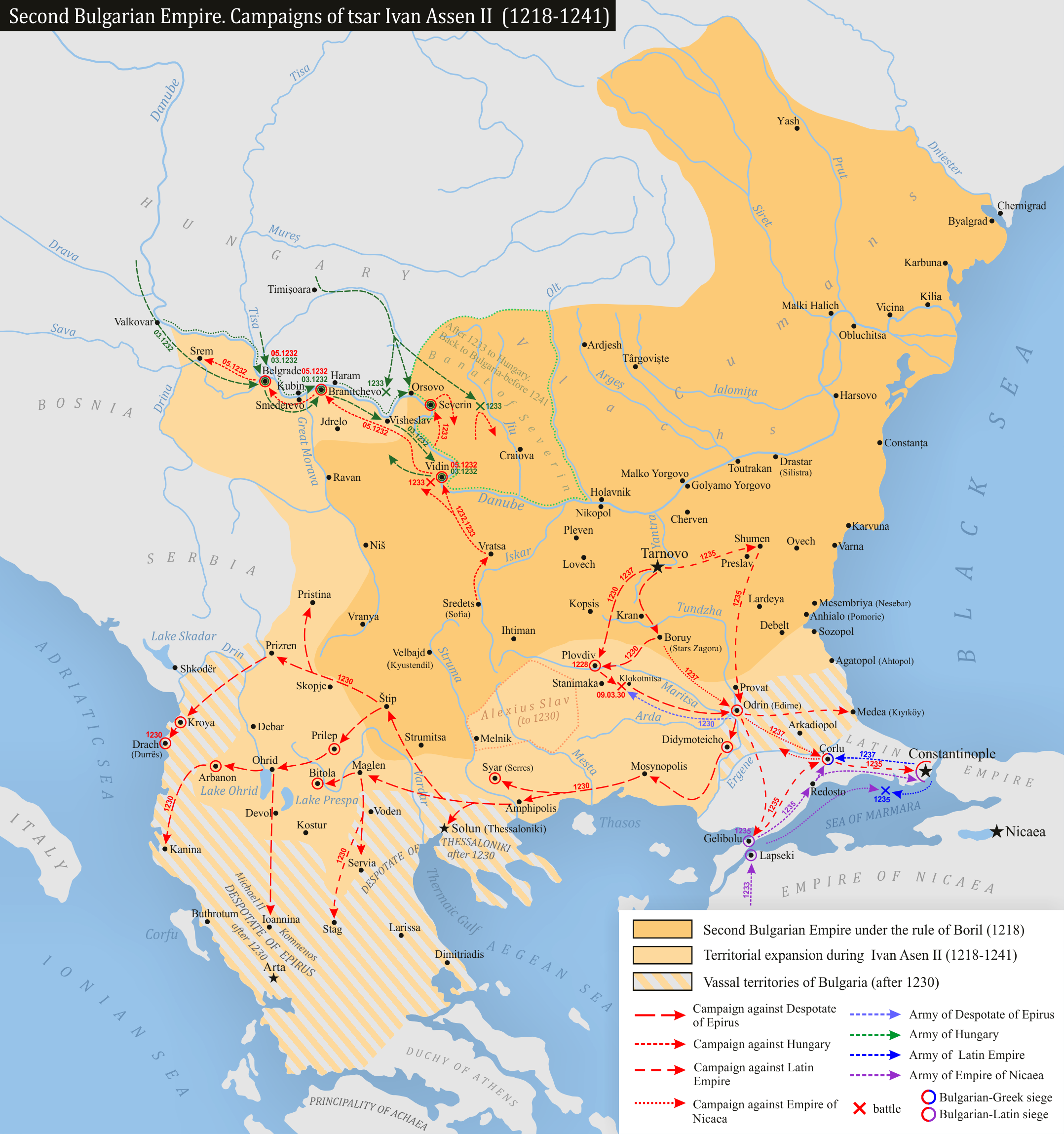
Đế quốc Bulgaria dưới thời Sa hoàng Ivan Asen II

Từ năm 1185, Đế quốc Bulgaria thứ hai tái lập Bulgaria trở thành một cường quốc quan trọng ở Balkan trong hơn hai thế kỷ. Triều đình Asen lập ra thủ đô tại Veliko Tarnovo. Kaloyan, triều đại Asen thứ ba, mở rộng quyền cai trị tới Belgrade, Nish và Skopie (Uskub); ông thừa nhận quyền lực tinh thần tuyệt đối của Giáo hoàng, và nhận được vương miện hoàng gia từ một phái đoàn của Giáo hoàng. Trong trận Adrianople năm 1205, Kaloyan đánh bại các lực lượng của Đế quốc Latinh và vì thế hạn chế được quyền lực của nó ngay từ những năm đầu thành lập.
Ivan Asen II (1218–1241) mở rộng sự thống trị tới Albania, Epirus, Macedonia và Thrace. Trong thời cầm quyền của ông, nhà nước đã có sự phát triển văn hoá, với những thành tựu nghệ thuật quan trọng của trường phái nghệ thuật Tarnovo. Triều đại Asen chấm dứt năm 1257, và vì những cuộc xâm lược của Tatar (bắt đầu từ cuối thế kỷ XIII), các cuộc xung đột bên trong và những cuộc tấn công thường xuyên của người Byzantine và Hungary, sức mạnh quốc gia dần suy giảm. Hoàng đế Theodore Svetoslav (cầm quyền 1300–1322) tái lập sức mạnh của Bulgaria từ năm 1300 trở về sau, nhưng chỉ mang tính tạm thời. Sự bất ổn chính trị tiếp tục gia tăng, và Bulgaria dần mất lãnh thổ. Điều này dẫn tới một cuộc khởi nghĩa nông dân do người chăn lợn, Ivaylo lãnh đạo, cuối cùng ông đã đánh bại được các lực lượng của Hoàng đế và lên ngôi vua.
Tới cuối thế kỷ XIV, những sự chia rẽ phe phái giữa các lãnh chúa phong kiến Bulgaria (boyars) đã làm suy yếu đáng kể tính thống nhất của Đế quốc Bulgaria thứ hai. Nó tan rã thành ba nhà nước sa hoàng nhỏ và nhiều công quốc bán độc lập đánh lẫn nhau, và cả với người Byzantine, Hungary, Serb, Venetia, và Genoese. Trong những trận đánh này, người Bulgaria thường liên kết với người Thổ Ottoman. Tình hình tranh cãi và chiến đấu gây thiệt cho cả hai bên tương tự cũng diễn ra ở Byzantine và Seriba. Trong giai đoạn 1365–1370, người Ottoman chinh phục hầu hết các thị trấn và pháo đài của Bulgaria ở phía nam dãy Balkan.

### Ottoman cai trị

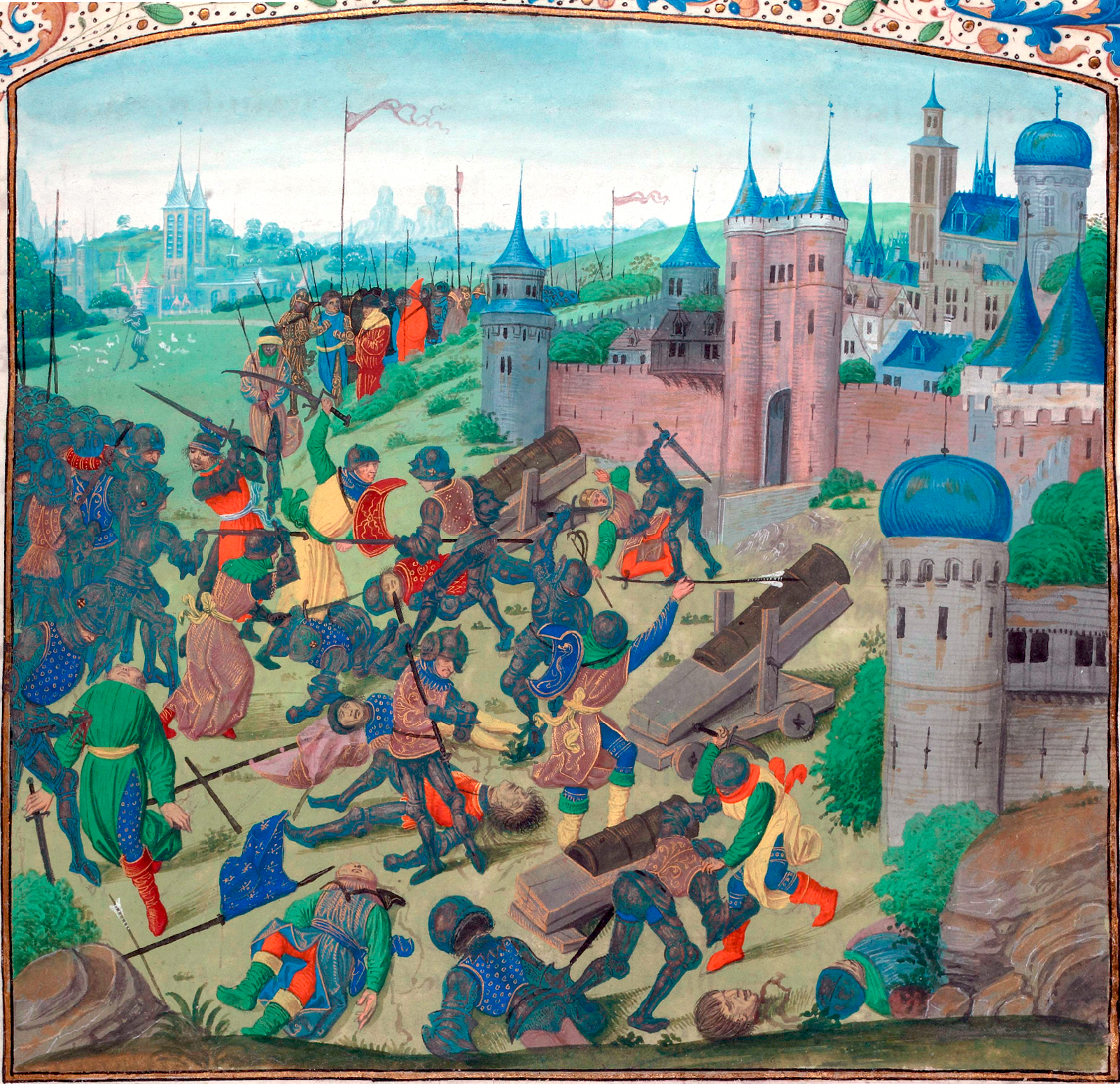
Trận Nicopolis, 1396

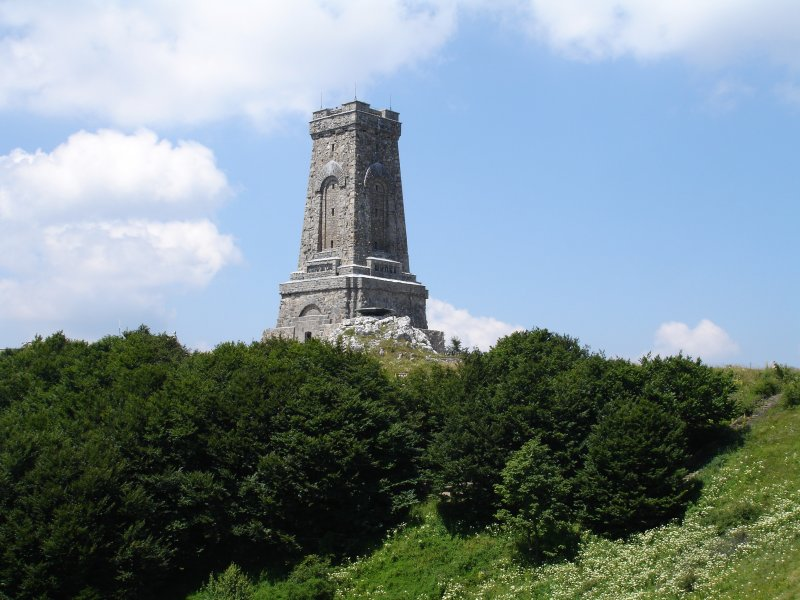
Đài tưởng niệm Shipka (nằm gần Gabrovo) — được xây dựng để tưởng nhớ Trận Đèo Shipka; một trong những biểu tượng quan trọng của sự giải phóng Bulgaria.

Năm 1393, người Ottoman chiếm Tarnovo, thủ đô của Đế quốc Bulgaria thứ hai, sau một cuộc bao vây kéo dài 3 tháng. Năm 1396, Sa hoàng Vidin mất ngôi sau khi bị quân thập tự chinh Công giáo đánh bại tại Trận Nicopolis. Với sự kiện này, người Ottoman cuối cùng đã chinh phục và chiếm đóng Bulgaria.
Một đội quân thập tự chinh Ba Lan–Hungary dưới sự chỉ huy của Władysław III của Ba Lan được lập ra để giải phóng Balkan năm 1444, nhưng người Thổ đã đánh bại họ trong trận Varna.
Ottoman đã tàn sát người Bulgaria, và họ đã mất hầu hết các di vật văn hoá của mình. Chính quyền Thổ phá huỷ hầu hết các pháo đài trung cổ của Bulgaria để ngăn chặn những cuộc nổi dậy. Các thị trấn và khu vực lớn nơi quyền lực của Ottoman chiếm ưu thế có dân cư rất thưa thớt cho tới tận thế kỷ XIX. Giới quý tộc Bulgaria bị tiêu diệt và tầng lớp nông dân trở thành nông nô cho những lãnh chúa Thổ Nhĩ Kỳ. Người Bulgaria phải trả thuế cao hơn rất nhiều so với dân cư Hồi giáo, và hoàn toàn không có sự bình đẳng về pháp lý với họ. Một sự đối phó từ phía người Bulgaria là việc tăng cường hajduk ('ngoài vòng pháp luật') truyền thống. Những người Bulgaria đã cải theo Hồi giáo, người Pomaks, vẫn giữ lại ngôn ngữ, y phục và một số phong tục thích hợp với Đạo Hồi.. Các nguồn gốc của người Pomaks là chủ đề của một cuộc tranh luận.
Trong hai thập niên cuối cùng của thế kỷ XVIII và những thập niên đầu tiên của thế kỷ XIX Bán đào Bankan tan rã vào tình trạng vô chính phủ. Người Bulgaria gọi giai đoạn này là kurdjaliistvo: các băng nhóm người Thổ có vũ trang được gọi là kurdjalii cướp bóc trong vùng. Tại nhiều khu vực, hàng nghìn nông dân bỏ chạy khỏi vùng nông thôn hoặc tới các thị trấn hoặc (thường xuyên hơn) tới các khu vực đồi núi và rừng rú; một số người thậm chí còn vượt qua Danube tới Moldova, Wallachia hay miền nam nước Nga.
Trong suốt năm thế kỷ cai trị của Ottoman, người Bulgaria đã tổ chức nhiều nỗ lực để tái lập nhà nước của riêng mình. Sự thức tỉnh dân tộc của Bulgaria đã trở thành một trong những yếu tố chính trong cuộc đấu tranh giải phóng. Thế kỷ XIX chứng kiến sự thành lập Hội đồng Trung ương Cách mạng Bulgaria và Tổ chức Cách mạng Nội địa dưới sự lãnh đạo của các nhân vật giải phóng cách mạng như Vasil Levski, Hristo Botev, Lyuben Karavelov và những người khác.
Năm 1876 cuộc khởi nghĩa tháng 4 nổ ra: một trong những cuộc nổi dậy chống Đế quốc Ottoman lớn nhất và được tổ chức tốt nhất của người Bulgaria. Dù bị chính quyền Ottoman đàn áp, người Thổ đã tàn sát khoảng 15.000 người Bulgaria — cuộc nổi dậy (cùng với cuộc nổi dậy tại Bosnia năm 1875) khiến các Cường quốc phải can thiệp trong Hội nghị Constantinople năm 1876, phân định các biên giới của sắc tộc Bulgaria như ở cuối thế kỷ XIX, và tạo lập các thoả thuận pháp lý và chính trị cho việc thành lập hai tỉnh Bulgaria tự trị. Chính phủ Ottoman bác bỏ các quyết định của các Cường quốc. Điều này cho phép Nga tìm kiếm một giải pháp bằng vũ lực mà không có nguy cơ đối đầu quân sự với các Cường quốc khác trong cuộc Chiến tranh Crimea từ năm 1854 tới năm 1856.

### Công quốc và Vương quốc

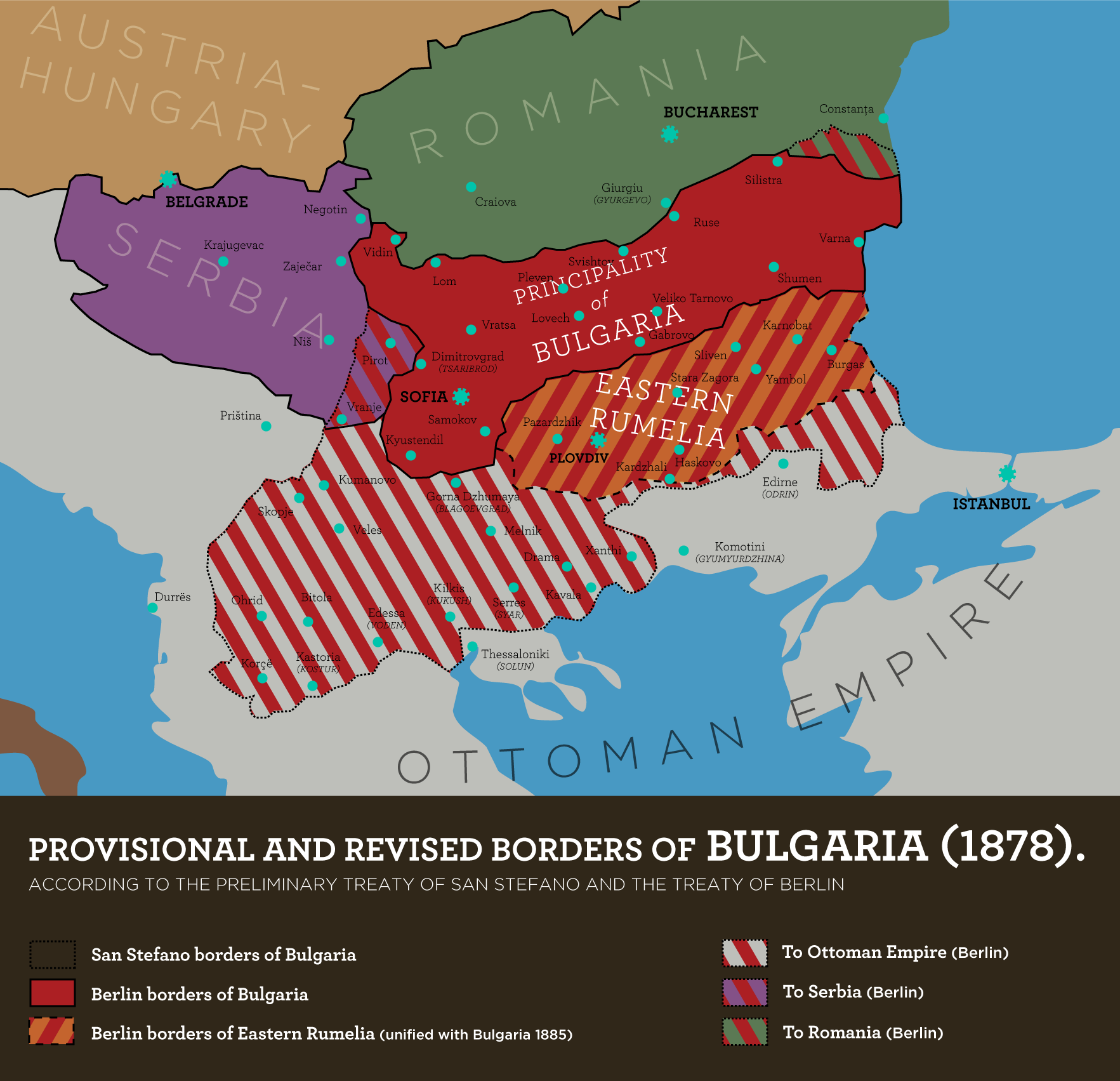
Biên giới của Bulgaria theo Hiệp ước sơ bộ San Stefano và Hiệp ước Berlin (1878)

Trong cuộc Chiến tranh Nga-Thổ, 1877-1878, quân đội Nga cùng với một Binh đoàn România và quân tình nguyện Bulgaria đã đánh bại quân Thổ Ottoman. Hiệp ước San Stefano (3 tháng 3 năm 1878), tạo lập một công quốc Bulgaria tự trị. Nhưng các Cường quốc phương Tây nhanh chóng phản đối hiệp ước, lo ngại rằng một quốc gia Slavơ rộng lớn ở Balkan có thể phục vụ cho các lợi ích của Nga. Điều này dẫn tới Hiệp ước Berlin (1878), về một công quốc Bulgaria tự trị, gồm cả Moesia và vùng Sofia. Alexander, Vương công Battenberg, trở thành Vương công đầu tiên của Bulgaria. Hầu hết Thrace trở thành một phần của vùng tự trị Đông Rumelia, theo đó phần còn lại của Thrace và toàn bộ Macedonia quay trở về dưới chủ quyền của người Thổ Ottoman. Sau cuộc chiến tranh Serbia-Bulgaria và sự thống nhất với Đông Rumelia năm 1885, công quốc Bulgaria tuyên bố mình là một vương quốc hoàn toàn độc lập ngày 5 tháng 10 (22 tháng 9 theo Lịch cũ), 1908, dưới quyền cai trị của Ferdinand I của Bulgaria.

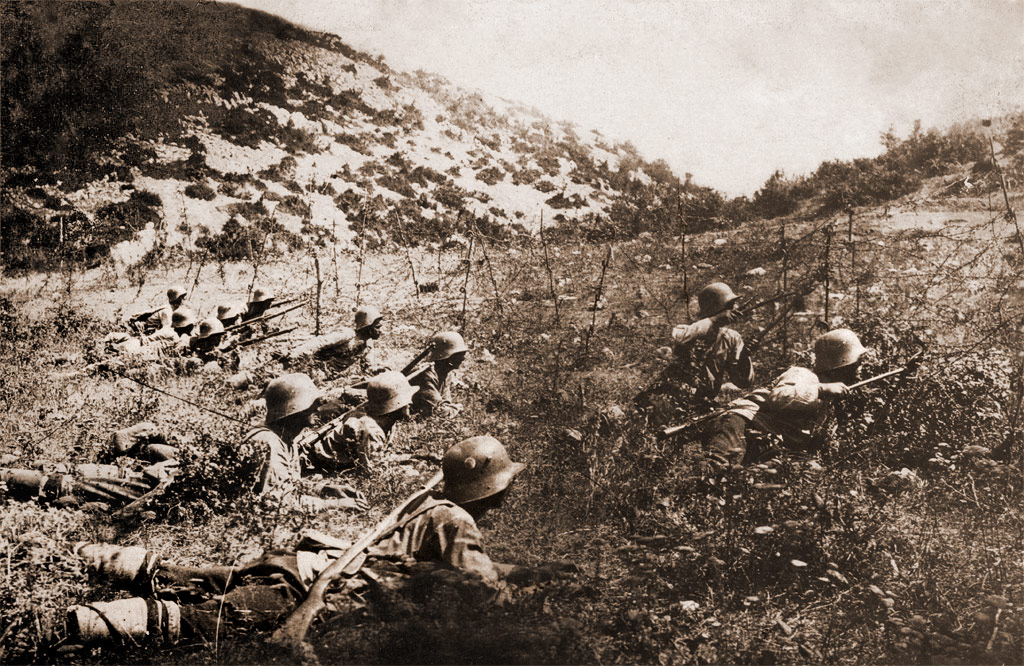
Binh lính Bulgaria đang cắt dây rào thép của địch và chuẩn bị tiến công. Bức ảnh này có lẽ được chụp vào năm 1917

Ferdinand, thuộc gia đình công tước Saxe-Coburg-Gotha, trở thành Vương công Bulgaria sau khi Alexander von Battenberg thoái vị năm 1886 sau một cuộc đảo chính do các sĩ quan ủng hộ Nga âm mưu. (Dù nỗ lực phản đảo chính của Stefan Stambolov thành công, Hoàng tử Alexander quyết định không giữ chức vị cai trị Bulgaria mà không có sự đồng thuận của Hoàng đế Aleksandr III của Nga.) Cuộc đấu tranh giải phóng người dân Bulgaria tại Adrianople Vilayet và tại Macedonia tiếp tục trong suốt thế kỷ XIX và đầu thế kỷ XX, lên tới đỉnh cao là cuộc Khởi nghĩa Ilinden-Preobrazhenie do Tổ chức Cách mạng Trong nước Macedonia tổ chức năm 1903.
Trong những năm sau khi hoàn toàn độc lập Bulgaria ngày càng trở nên quân sự hoá: Dillon năm 1920 gọi Bulgaria là "Nước Phổ của Balkan"
Năm 1912 và 1913, Bulgaria tham gia vào các cuộc chiến tranh Balkan, đầu tiên tham chiến cùng phe với Hy Lạp, Serbia và Montenegro chống lại Đế quốc Ottoman. Cuộc chiến tranh Balkan lần thứ nhất (1912–1913) là một thắng lợi quân sự của Bulgaria, nhưng một cuộc xung đột về việc phân chia Macedonia diễn ra giữa các đồng minh giành chiến thắng. Cuộc chiến tranh Balkan lần thứ hai (1913) đẩy Bulgaria chống lại Hy Lạp và Serbia, cùng với Romania và Thổ Nhĩ Kỳ. Sau khi bị đánh bại trong cuộc chiến này, Bulgaria mất nhiều vùng lãnh thổ đã có được trong cuộc chiến lần thứ nhất, cũng như Miền nam Dobrudzha và nhiều phần của vùng Macedonia.
Trong Thế chiến I, Bulgaria tham chiến với tư cách đồng minh của Liên minh Trung tâm. Mặc dù bước vào cuộc chiến với 1.200.000 quân hùng mạnh (chiếm hơn 1/4 dân số đất nước) và giành thắng lợi quyết định tại Doiran và Dobrich, Bulgaria đầu hàng vào năm 1918. Quân đội Bulgaria phải chịu 300.000 thương vong, gồm 100.000 người chết. Thất bại năm 1918 khiến nước này thêm một lần mất thêm lãnh thổ (Western Outlands cho Serbia, Tây Thrace cho Hy Lạp và vùng Nam Dobrudzha mới tái chinh phục được cho România). Các cuộc chiến tranh Balkan và Thế chiến I dẫn tới một làn sóng tị nạn của hơn 250.000 người Bulgaria từ Macedonia, Đông và Tây Thrace và Nam Dobrudzha.
Trong những năm 1930 nước này gặp phải tình trạng bất ổn chính trị, dẫn tới sự thành lập chính quyền quân sự, cuối cùng biến thành một chế độ độc tài của Vua Boris III (cầm quyền 1918–1943). Sau khi giành lại được quyền kiểm soát Nam Dobrudzha năm 1940, Bulgaria liên minh với Phe Trục, dù họ không tham gia vào Chiến dịch Barbarossa (1941) và không bao giờ tuyên chiến với Liên bang Xô viết. Trong Thế chiến II Phát xít Đức đã cho phép Bulgaria chiếm nhiều vùng của Hy Lạp và của Nam Tư, dù quyền quản lý dân cư và lãnh thổ vẫn nằm trong tay người Đức. Bulgaria là một trong ba quốc gia duy nhất (cùng với Phần Lan và Đan Mạch) cứu được toàn bộ dân cư Do Thái (khoảng 50.000 người) khỏi các trại tập trung Phát xít qua những cách đưa ra lý lẽ và trì hoãn trước các yêu cầu của Đức. Tuy nhiên, Phát xít đã trục xuất hầu như toàn bộ dân Do Thái ở Nam Tư và các lãnh thổ Hy Lạp do Bulgaria chiếm đóng tới Trại tập trung Treblinka ở Ba Lan bị chiếm đóng.

### Thời kỳ xã hội chủ nghĩa
Mùa hè năm 1943, Boris III bất ngờ qua đời, và nước này rơi vào tình trạng hỗn loạn chính trị khi cuộc chiến đổi chiều với Phát xít Đức và phong trào Cộng sản giành được nhiều quyền lực. Đầu tháng 9 năm 1944, Liên Xô tuyên chiến với Bulgaria vì nước này là đồng minh của Đức, và sớm đánh bại nước này. Điều này cho phép Đảng Công nhân Bulgaria lên nắm quyền lực và thành lập một nhà nước cộng sản chủ nghĩa. Chế độ mới đưa Bulgaria quay sang chống lại Phát xít.
Mặt trận Tổ quốc, một liên minh chính trị do những người Cộng sản chiếm đa số, lên nắm chính phủ năm 1944 và Đảng Cộng sản tăng số thành viên từ 15.000 lên 250.000 người trong sáu tháng sau đó. Họ thiết lập nhà nước mới với cuộc cách mạng ngày 9 tháng 9 năm đó. Tuy nhiên, Bulgaria mãi tới năm 1946 mới trở thành một nhà nước cộng hoà nhân dân. Nước này thuộc vùng ảnh hưởng của Liên Xô, cùng với Georgi Dimitrov (Thủ tướng từ năm 1946 tới năm 1949) là nhà lãnh đạo có ảnh hưởng nhất của Bulgaria. Nước này thành lập nền kinh tế kế hoạch kiểu Liên Xô, dù một số chính sách theo hướng thị trường đã xuất hiện ở dạng thực nghiệm dưới thời Todor Zhivkov (Thư ký thứ nhất, 1954 tới năm 1989). Tới giữa những năm 1950 tiêu chuẩn sống tăng lên đáng kể, vào năm 1957 các nông trang viên tập thể lần được hưởng hệ thống hưu bổng và an sinh xã hội nông nghiệp đầu tiên của Đông Âu. Todor Zhivkov là người nắm quyền thực tế ở nước này từ năm 1956 tới năm 1989, vì thế trở thành một trong những lãnh đạo cầm quyền lâu nhất ở Khối Đông Âu. Zhivkov biến Bulgaria trở thành một trong những đồng minh đáng tin cậy nhất của Liên Xô, và gia tăng tầm quan trọng của nó trong Comecon. Con gái ông Lyudmila Zhivkova trở thành nhân vật rất nổi bật trong nước khi khuyến khích di sản, văn hoá và nghệ thuật quốc gia trên bình diện quốc tế. Mặt khác, một chiến dịch đồng hoá bắt buộc hồi cuối những năm 1980 với sắc tộc Thổ Nhĩ Kỳ đã khiến khoảng 300.000 người Thổ Bulgaria di cư tới Thổ Nhĩ Kỳ.
Nước Cộng hoà Nhân dân chấm dứt tồn tại năm 1989 như nhiều nhà nước XHCN khác tại Đông Âu, cũng như chính Liên bang Xô viết, bắt đầu tan rã. Phe đối lập buộc Zhivkov và cánh tay phải của ông Milko Balev phải từ chức ngày 10 tháng 11 năm 1989.

### Cộng hoà Bulgaria
Tháng 2 năm 1990, Đảng Cộng sản tự nguyện dừng thi hành nhà nước độc đảng, vào tháng 6 năm 1990 cuộc bầu cử đa đảng diễn ra, với chiến thắng thuộc phái ôn hoà của Đảng Cộng sản (đã đổi tên thành Đảng Xã hội Bulgaria — BSP). Tháng 7 năm 1991, nước này thông qua một hiến pháp mới quy định về một Tổng thống khá ít quyền lực và một Thủ tướng có trách nhiệm về lập pháp. Thập niên 1990 là giai đoạn nước này có tỷ lệ thất nghiệp cao, lạm phát cao và không ổn định cũng như sự bất bình của dân chúng.
Từ năm 1989, Bulgaria đã tổ chức các cuộc bầu cử đa đảng và tư nhân hoá nền kinh tế của mình, nhưng những khó khăn kinh tế và một làn sóng tham nhũng khiến hơn 800.000 người Bulgaria, hầu hết là các nhà chuyên môn có trình độ, di cư trong một cuộc "chảy máu chất xám". Gói cải cách được đưa ra năm 1997 đã khôi phục sự tăng trưởng kinh tế, nhưng dẫn tới sự gia tăng bất bình đẳng xã hội. Bulgaria trở thành một thành viên của NATO năm 2004 và của Liên minh châu Âu năm 2007, và US Library of Congress Federal Research Division đã thông báo trong năm 2006 rằng nước này nói chung có các thành tích tự do ngôn luận và nhân quyền tốt.
Năm 2007 A.T. Kearney/Tạp chí Foreign Policy xuất bản Chỉ số Toàn cầu hoá xếp Bulgaria đứng hàng 36 (giữa Cộng hoà Nhân dân Trung Hoa và Iceland) trong số 122 quốc gia.

## Địa lý
Về địa lý và khí hậu, Bulgaria có đặc trưng đáng chú ý ở sự đa dạng với các phong cảnh từ các đỉnh núi tuyết phủ tại Alpine ở Rila, Pirin và dãy núi Balkan cho tới bờ Biển Đen ôn hoà và nắng ấm; từ kiểu đặc trưng lục địa Đồng bằng Danub (Moesia cổ) ở phía bắc tới khí hậu ảnh hưởng Địa Trung Hải tại các thung lũng thuộc Macedonia và tại các vùng đất thấp phía cực nam Thrace.
Về tổng thể Bulgaria có khí hậu ôn hoà, với mùa đông lạnh và mùa hè nóng. Hiệu ứng ngăn chặn của dãy núi Balkan có một số ảnh hưởng trên khí hậu ở khắp nước: bắc Bulgaria có nhiệt độ thấp hơn và có lượng mưa cao hơn các vùng đất thấp phía nam.
Bulgaria gồm các phần của các vùng từng được biết tới ở thời cổ đại là Moesia, Thrace, và Macedonia. Vùng núi non phía tây nam đất nước có hai dãy núi thuộc Alpine — Rila và Pirin — và ở xa hơn về phía đông là Núi Rhodope thấp hơn nhưng dày đặc hơn. Rặng Rila có những đỉnh cao nhất trên Bán đảo Balkan, Musala, ở độ cao 2925m; dãy dài của dãy núi Balkan chạy hướng đông tây qua trung tâm đất nước, phía bắc của Thung lũng Hoa hồng nổi tiếng. Vùng đồi và đồng bằng nằm ở phía đông nam, dọc theo bờ Biển Đen, và dọc theo con sông chính của Bulgaria, sông Danube, ở phía bắc. Strandzha là núi cao nhất ở phía đông nam. Vùng đông bắc Dobrudzha ít có đồi núi. Bán đảo Balkan có tên từ dãy núi Balkan hay Stara planina chạy qua trung tâm Bulgaria và mở rộng tới vùng phía đông Serbia.
Bulgaria có trữ lượng quặng mangan lớn ở phía đông bắc và uranium ở phía tây nam, cũng như một trữ lượng lớn than và các loại quặng đồng, chì, kẽm và vàng. Các loại quặng khác có trữ lượng nhỏ hơn gồm sắt, bạc, chromite, nickel, bismuth và các loại khác. Bulgaria có nhiều khoáng sản phi kim loại như đá muối, thạch cao, kaolin và marble.
Nước này có mạng lưới sông dày đặc với khoảng 540 con sông, đa số chúng -ngoại trừ con sông Danube nổi tiếng— ngắn và có mực nước thấp. Đa số các con sông chảy qua các vùng núi non. Con sông lớn nhất nằm hoàn toàn bên trong lãnh thổ Bulgaria, sông Iskar, có chiều dài 368 km. Các con sông lớn khác gồm sông Struma và sông Maritsa ở phía nam. Các dãy núi Rila và Pirin có khoảng 260 hồ băng; nước này cũng có nhiều hồ nằm trên bò Biển Đen và hơn 2.200 hồ đập. Có nhiều suối nước khoáng, chủ yếu nằm ở phía tây nam và trung tâm đất nước dọc theo các đứt gãy giữa các dãy núi.
Lượng mưa ở Bulgaria trong khoảng 630mm mỗi năm. Tại các vùng đất thấp lượng mưa trong khoảng từ 500mm và 800mm, và tại các vùng núi trong khoảng từ 1000mm và 1400mm mỗi năm. Các vùng khô hơn gồm Dobrudja và dải bờ biển phía bắc, trong khi các vùng cao hơn thuộc Rila, Pirin, Núi Rhodope, Stara Planina, Núi Osogovska và Vitosha có lượng mưa trung bình lớn hơn.

### Đa dạng sinh học và vấn đề về môi trường

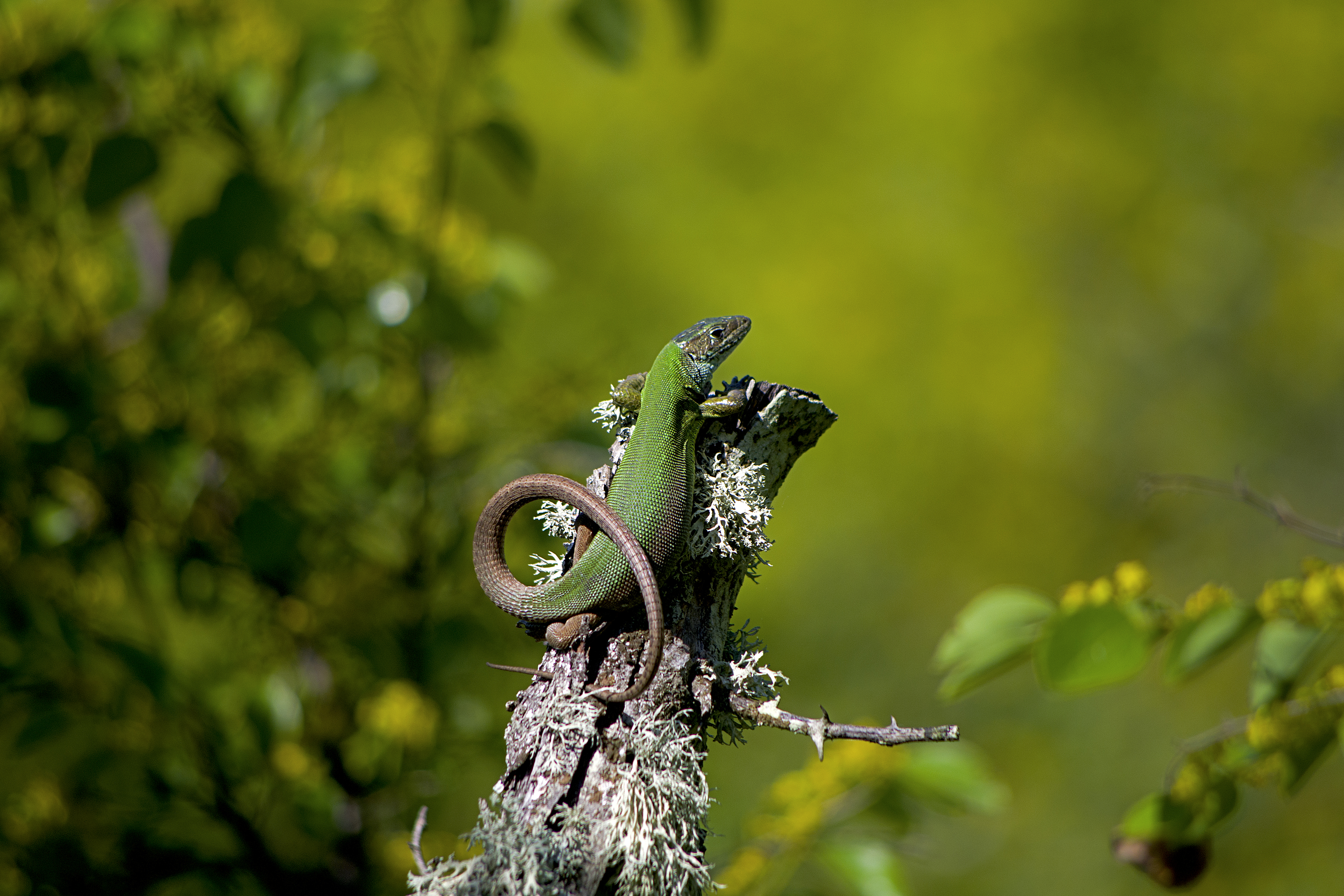
Lacerta viridis ở Ropotamo, một trong 16 khu dự trữ sinh quyển của Bulgaria.

Sự tương tác về khí hậu, thủy văn, địa chất và địa hình là điều kiện để các loài thực vật và động vật tại quốc gia này phát triển phong phú và đa dạng. Bulgaria là một trong những khu vực đa dạng sinh học nhất châu Âu, Với 3 vườn quốc gia, 11 công viên tự nhiên, 16 khu dự trữ sinh quyển và 565 khu bảo tồn. Hơn 35% diện tích đất được bao phủ bởi rừng, nơi tập trung một số cây cổ nhất trên thế giới, chẳng hạn như thông Baikushev và sồi Granit. Hệ thực vật bao gồm hơn 3.800 loài thực vật có mạch, trong đó có 170 loài đặc hữu và 150 loài có nguy cơ tuyệt chủng. Một danh sách kiểm tra các loại nấm của Bulgaria đã báo cáo rằng có hơn 1.500 loài trong nước. Các loài động vật đặc trưng: cú, Alectoris graeca, Tichodroma muraria, hươu đỏ, gà lôi và Chó rừng.
Năm 1998, chính phủ Bungari đã phê duyệt Chiến lược bảo tồn đa dạng sinh học quốc gia, một chương trình toàn diện tìm kiếm bảo tồn hệ sinh thái địa phương, bảo vệ các loài đang bị đe dọa và bảo tồn nguồn gen. Bulgaria có một số khu vực Natura 2000 lớn nhất ở châu Âu, chiếm 33,8% lãnh thổ của nó. Nước này cũng đã thông qua Nghị định thư Kyoto và đạt được mục tiêu cắt giảm thải carbon dioxide 30% từ năm 1990 đến năm 2009.
Tuy nhiên, ô nhiễm từ các nhà máy từ công trình luyện kim và nạn phá rừng nghiêm trọng tiếp tục gây ra những vấn đề lớn đối với sức khỏe và phúc lợi của người dân. Các khu vực đô thị bị ảnh hưởng bởi giao thông ô tô và các nhà máy điện chạy bằng than. Một trong số đó, trạm Maritsa Iztok-2, với việc sử dụng than non, gây ra thiệt hại cao nhất đến sức khỏe và môi trường trong toàn Liên minh châu Âu. Việc sử dụng thuốc trừ sâu trong nông nghiệp và hệ thống thoát nước thải công nghiệp cổ xưa gây ô nhiễm đất và việc sử dụng hóa chất và chất tẩy rửa gây ô nhiễm nước. Hơn 75% bề mặt trên các sông đã đáp ứng các tiêu chuẩn về chất lượng tốt. Cải thiện chất lượng nước bắt đầu vào năm 1998 và duy trì xu hướng cải thiện vừa phải. Theo Chỉ số hoạt động môi trường năm 2012 của Đại học Yale, Bulgaria là một "thành viên thi hành khiêm tốn" trong việc bảo vệ môi trường.

## Chính trị

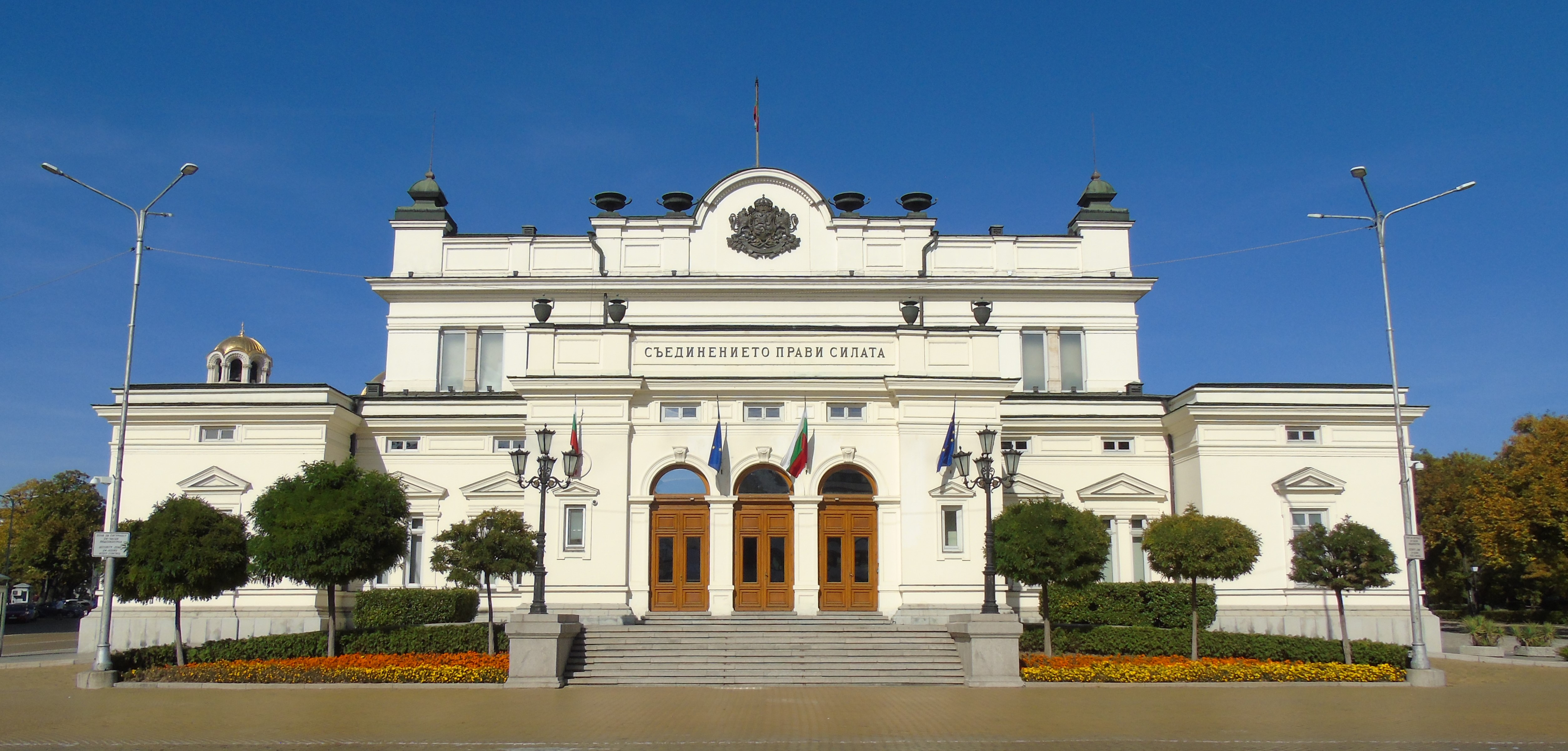
Tòa Quốc hội tại Sofia

Từ năm 1991 Bulgaria đã là một quốc gia dân chủ, đơn nhất cộng hoà nghị viện hiến pháp.
Nước này đã trở thành một thành viên của Liên hiệp quốc năm 1955, và là một thành viên sáng lập của OSCE năm 1995. Với tư cách một Đối tác Tham vấn của Hiệp ước Bắc Cực, Bulgaria đã tham gia vào ban quản lý các lãnh thổ nằm ở phía nam vĩ độ 60° nam. Quốc hội hay Narodno Sabranie (Народно събрание) gồm 240 đại biểu, với nhiệm kỳ 4 năm và được bầu lên bởi nhân dân. Một đảng hay liên minh phải giành tối thiểu 4% phiếu bầu để có đại diện trong nghị viện. Quốc hội có quyền ban hành pháp luật, thông qua ngân sách, lập kế hoạch bầu cử tổng thống, lựa chọn và bãi chức Thủ tướng và các bộ trưởng khác, tuyên chiến, triển khai quân đội ở nước ngoài và thông qua các hiệp ước và thoả thuận quốc tế. Sau cuộc bầu cử năm 2013, đảng Các công dân vì sự phát triển châu Âu của Bulgaria (GERB) đã thắng cử với 97 ghế, 30,5% phiếu bầu phổ thông. Điều này làm cho GERB trở thành đảng cầm quyền đầu tiên liên tiếp thắng lợi trong lịch sử Bulgaria hậu cộng sản. Tuy nhiên, sự thiếu sự ủng hộ từ các đảng khác và được chỉ định thành lập một chính phủ mới, lãnh đạo đảng GERB - Boyko Borisov từ chối đề nghị và vì vậy GERB trở thành đảng đối lập. Tuy nhiên, do sự sụp đổ của chính phủ liên minh vào năm 2014, GERB đã quay trở lại nắm quyền lực sau một cuộc bầu cử ngắn. Hệ thống tư pháp gồm các toà án vùng, quận và phúc thẩm, cũng như một Toà Phá án Tối cao. Ngoài ra, Bulgaria có một Toà án Hành chính Tối cao và một hệ thống toà án quân sự.
Tổng thống Bulgaria là nguyên thủ quốc gia và tổng tư lệnh các lực lượng vũ trang. Ông cũng là chủ tịch Hội đồng Tư vấn An ninh Quốc gia. Tuy không thể đưa ra bất kỳ điều luật nào ngoài việc đề xuất sửa đổi Hiến pháp, Tổng thống có thể từ chối một điều luật buộc nó phải quay lại trải qua quá trình tiếp tục tranh luận, dù nghị viện có thể bác bỏ sự phủ quyết của tổng thống bằng một đa số đại biểu.
Bulgaria trở thành thành viên của Liên hợp quốc vào năm 1955 và từ năm 1966 đã là thành viên không thường trực của Hội đồng Bảo an ba lần, gần đây nhất là từ năm 2002 đến 2003. Là một trong số các quốc gia thành lập Tổ chức An ninh và Hợp tác châu Âu (OSCE) vào năm 1975. Hội nhập châu Âu - Đại Tây Dương là một ưu tiên kể từ khi Cộng sản sụp đổ, mặc dù lãnh đạo Cộng sản cũng có nguyện vọng rời khỏi Hiệp ước Warszawa và gia nhập Cộng đồng châu Âu vào năm 1987. Bulgaria gia nhập NATO ngày 29 tháng 3 năm 2004 và ký Hiệp ước gia nhập Liên minh châu Âu vào 25 tháng 4 năm 2005, được bầu 17 thành viên vào trong Nghị viện châu Âu.
, và trở thành thành viên chính thức vào ngày 1 tháng 1 năm 2007. Ngoài ra, nước này còn có sự hợp tác kinh tế và ngoại giao ba bên với România và Hy Lạp, quan hệ tốt với Trung Quốc, Việt Nam và mối quan hệ lịch sử với Nga.

### Quân đội

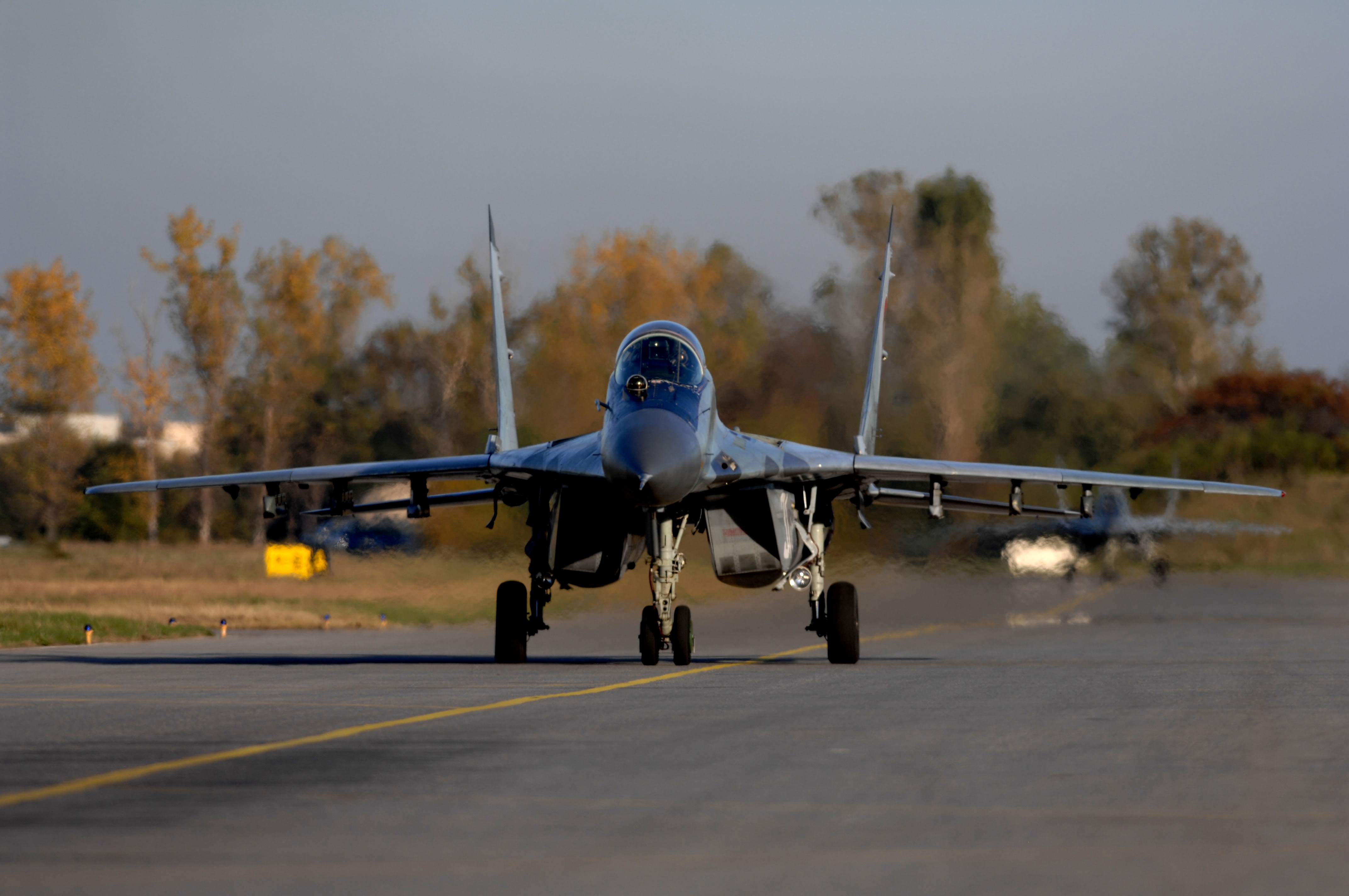
Một chiếc MiG-29 của BAF tại Căn cứ Không quân Graf Ignatievo

Quân đội Bulgaria gồm ba nhánh chính – lục quân, hải quân và không quân. Ở thời điểm năm 2009, chi tiêu quân sự chiếm khoảng 1.98% GDP. Sau một loạt các cuộc cắt giảm năm 1989, quân đội thường trực nước này chưa tới 45.000 người hiện tại, giảm từ gần 200.000 năm 1988. Các lực lượng dự trữ gồm 303.000 binh lính và sĩ quan. Một số nhánh bán quân sự, như biên phòng và quân đội xây dựng đường sắt có tồn tại và có khoảng 34.000 người. Các lực lượng vũ trang có các thiết bị khá hiện đại của Liên Xô, như máy bay chiến đấu MiG-29, tên lửa đất đối không SA-6 Gainful và SA-10 Grumble và tên lửa đạn đạo tầm ngắn SS-21 Scarab.
Quân đội Bulgaria đã tham gia vào nhiều nhiệm vụ quốc tế tại Campuchia, Bosna và Hercegovina, Kosovo, Afghanistan và Iraq. Ở thời điểm năm 2009, Bulgaria có hơn 700 nhân viên quân sự được triển khai ở nước ngoài, chủ yếu tại Afghanistan (610 người), tại Bosna và Herzegovina (khoảng 100 người) và tại Kosovo (khoảng 50 người).
Năm 2008 Bulgaria đã bãi bỏ nghĩa vụ quân sự với các công dân của họ. Hải quân và không quân Bulgaria đã hoàn toàn chuyên nghiệp hoá năm 2006, và các lực lượng lục quân tiếp nối vào cuối năm 2008. Các lực lượng đặc biệt đã tiến hành các phi vụ với SAS, Delta Force, KSK, và Spetsnaz của Nga. Tháng 4 năm 2006 Bulgaria và Hoa Kỳ đã ký một thoả thuận hợp tác quốc phong theo đó đưa các căn cứ không quân tại Bezmer (gần Yambol) và Graf Ignatievo (gần Plovdiv), trại huấn luyện Novo Selo (gần Sliven), và một trung tâm hậu cần tại Aytos trở thành cơ sở quân sự chung. Tạp chí Foreign Policy magazine coi Căn cứ Không quân Bezmer là một trong sáu địa điểm hải ngoại quan trọng nhất do USAF sử dụng.

### Phân cấp hành chính
Bulgaria là một quốc gia đơn nhất. Kể từ những năm 1880, số lượng các đơn vị quản lý lãnh thổ đã thay đổi từ 7 đến 26. Giữa năm 1987 và năm 1999, cơ cấu hành chính gồm chín tỉnh (oblasti, số ít: oblast). Một cơ cấu hành chính mới được áp dụng song song với sự phân cấp của hệ thống kinh tế. Nó bao gồm 27 tỉnh và một tỉnh thủ đô (Sofia-Grad). Tất cả các trên được đặt tên theo thủ phủ của nó. Các tỉnh chia thành 264 huyện.
Các huyện được điều hành bởi các thị trưởng, những người này được bầu vào nhiệm kỳ bốn năm, và được bầu trực tiếp bởi Hội đồng thành phố. Bulgaria là một quốc gia tập trung cao, nơi Hội đồng Bộ trưởng trực tiếp bổ nhiệm các thống đốc khu vực và tất cả các tỉnh và thành phố phụ thuộc rất nhiều vào nó để tài trợ.
| | \| 1. Blagoevgrad 2. Burgas 3. Dobrich 4. Gabrovo 5. Haskovo 6. Kardzhali 7. Kyustendil 8. Lovech 9. Montana 10. Pazardzhik 11. Pernik 12. Pleven 13. Plovdiv 14. Razgrad \| 1. Ruse 2. Shumen 3. Silistra 4. Sliven 5. Smolyan 6. Sofia 7. Stara Zagora 8. Targovishte 9. Varna 10. Veliko Tarnovo 11. Vidin 12. Vratsa 13. Yambol \| |
| 1. Blagoevgrad 2. Burgas 3. Dobrich 4. Gabrovo 5. Haskovo 6. Kardzhali 7. Kyustendil 8. Lovech 9. Montana 10. Pazardzhik 11. Pernik 12. Pleven 13. Plovdiv 14. Razgrad | 1. Ruse 2. Shumen 3. Silistra 4. Sliven 5. Smolyan 6. Sofia 7. Stara Zagora 8. Targovishte 9. Varna 10. Veliko Tarnovo 11. Vidin 12. Vratsa 13. Yambol |

## Kinh tế

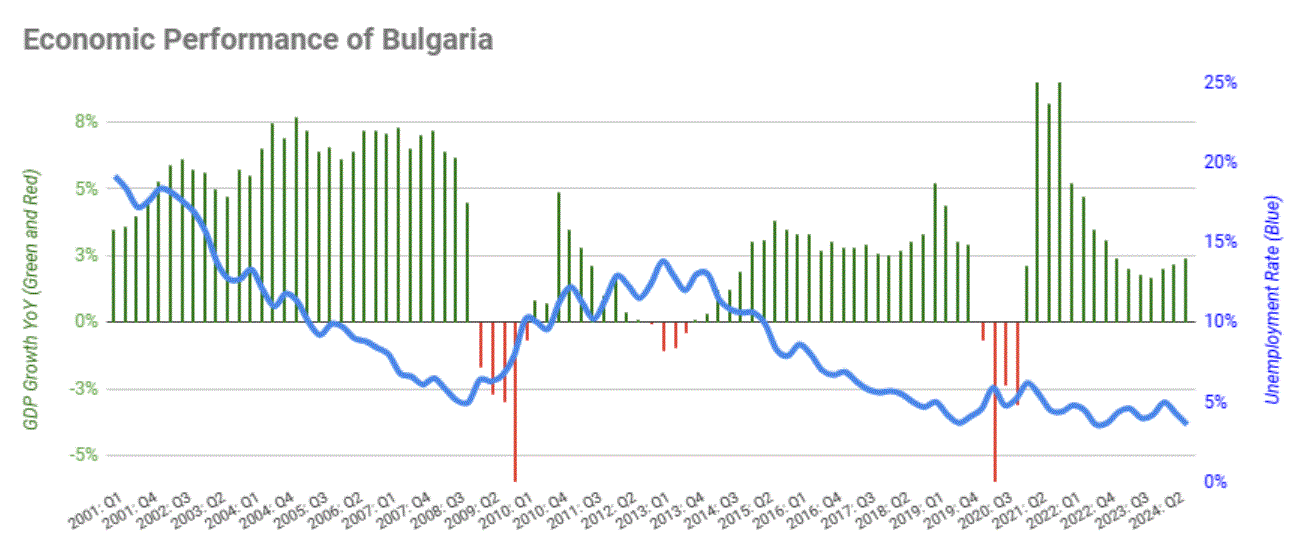
Số liệu thống kê tăng trưởng kinh tế (xanh lá) và tỷ lệ thất nghiệp (xanh da trời) kể từ năm 2001

Bulgaria có một nền kinh tế thị trường tự do mở và đã công nghiệp hoá, với một khu vực tư nhân lớn và khá phát triển cùng một số doanh nghiệp chiến lược thuộc sở hữu nhà nước. 
Ngân hàng Thế giới xếp hạng nước này là một "nền kinh tế có thu nhập trên trung bình".
Bulgaria đã có tăng trưởng kinh tế nhanh trong những năm gần đây, thậm chí dù nước này vẫn bị xếp hạng là quốc gia thành viên có thu nhập thấp nhất của EU. Theo dữ liệu của Eurostat, GDP theo sức mua tương đương trên đầu người của Bulgaria ở mức 40% mức trung bình của EU năm 2008. Quỹ Tiền tệ Quốc tế ước tính GDP trên đầu người của Bulgaria ở mức $21,242 năm 2016, hay bằng một phần ba mức của Bỉ. Nền kinh tế dựa chủ yếu vào công nghiệp và nông nghiệp, dù khu vực dịch vụ đang đóng góp ngày càng nhiều hơn vào tăng trưởng GDP. Bulgaria sản xuất một lượng lớn hàng chế tạo và nguyên liệu thô như sắt, đồng, vàng, bismuth, than, điện, nhiên liệu dầu mỏ đã tinh lọc, các thiết bị xe hơi, vũ khí và vật liệu xây dựng. Tính đến năm 2016, GDP của Bulgaria đạt 50.446 USD, đứng thứ 81 trên thế giới và đứng thứ 26 châu Âu.
Vì có tai tiếng về nạn tham nhũng cao, và rõ ràng thiếu sự kiên quyết đấu tranh với tình trạng tham nhũng ở các cấp độ cao, Liên minh châu Âu đã cho đóng băng một phần các khoản vốn khoảng €450 triệu và có thể đóng băng thêm nữa nếu chính quyền Bulgaria không thể hiện quyết tâm trong việc đấu tranh chống tham nhũng.
Bulgaria đã chế ngự được tình trạng lạm phát từ cuộc khủng hoảng kinh tế sâu năm 1996–1997, nhưng những con số mới nhất cho thấy tỷ lệ lạm phát đã gia tăng lên tới 12.5% trong năm 2007. Nạn thất nghiệp đã giảm từ hơn 17% hồi giữa thập niên 1990 xuống còn gần 7% năm 2007, nhưng ở một số vùng nông nghiệp tỷ lệ thất nghiệp vẫn ở mức cao. Tình trạng lạm phát ở Bulgaria đồng nghĩa với việc nước này được chấp nhận vào eurozone sẽ không thể diễn ra cho tới năm 2013–2014.
Trong cuộc khủng hoảng tài chính toàn cầu năm 2008-2009, tỷ lệ thất nghiệp vẫn ở mức khá thấp khoảng 6.3% năm 2008, nhưng đã tăng lên tới 8% năm 2009. Tăng trưởng GDP năm 2008 vẫn ở mức cao (6%), nhưng đã hầu như xuống mức âm năm 2009. Cuộc khủng hoảng có dấu ấn tiêu cực chủ yếu trên ngành công nghiệp, giảm 10% trên chỉ số sản xuất công nghiệp quốc gia, 31% trong công nghiệp mỏ, và 60% trong ngành sản xuất thép và kim loại. Chính phủ dự đoán mức sụt giảm 2.2% của GDP trong năm 2010, với con số thâm hụt ngân sách 0.7%.

### Các ngành kinh tế

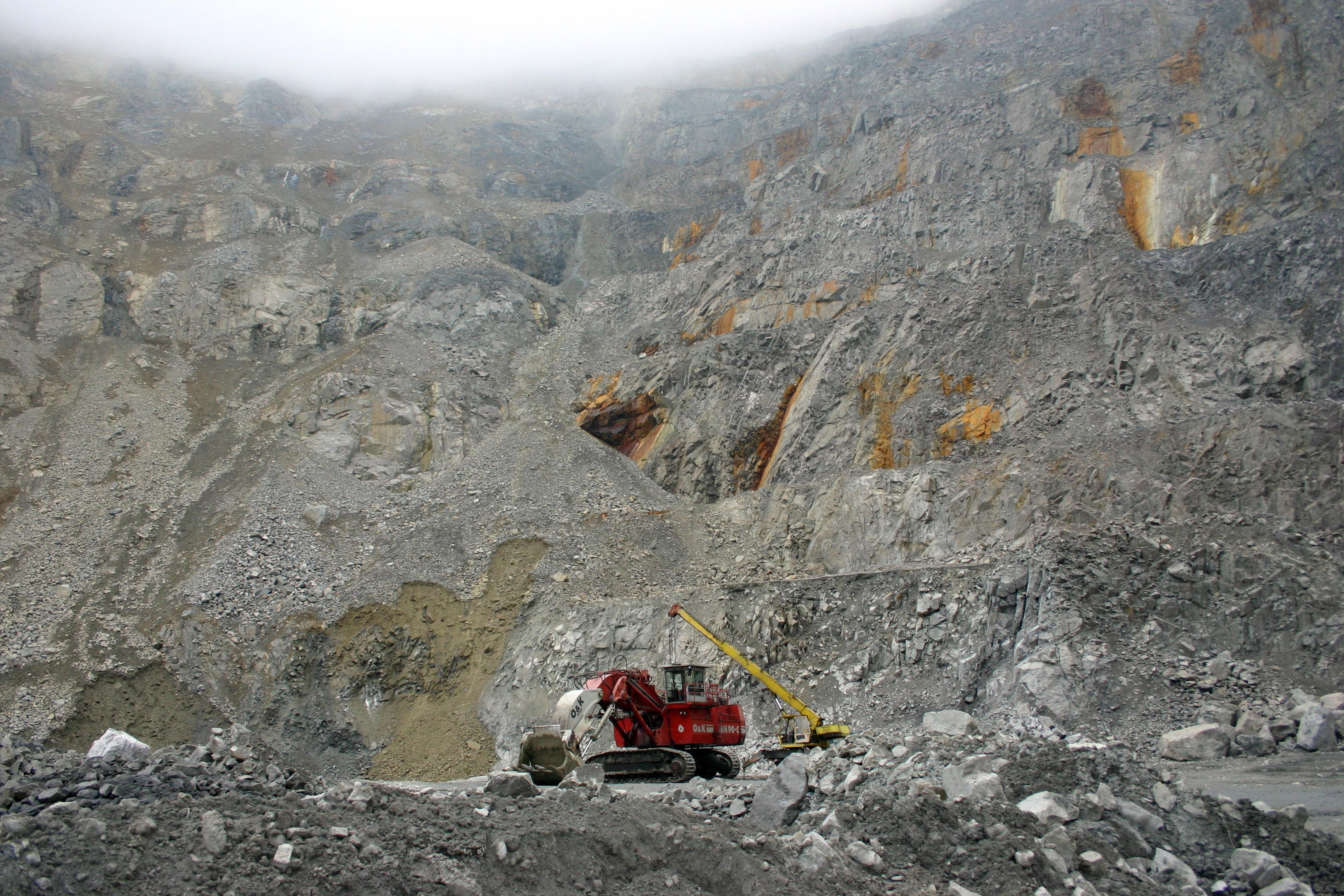
"Elatsite" và mỏ đồng sản xuất khoảng 13 triệu tấn quặng hàng năm, và tạo ra khoảng 42.000 tấn đồng, 1.6 tấn vàng và 5.5 tấn bạc.

Sản lượng nông nghiệp đã giảm về tổng thể kể từ năm 1989, nhưng sản xuất đã gia tăng trong những năm gần đây, và cùng với các ngành công nghiệp liên quan như chế biến thực phẩm nó vẫn đóng một vai trò quan trọng trong nền kinh tế. Trồng cấy chiếm tỷ lệ lớn hơn chăn nuôi. Thiết bị nông nghiệp gồm hơn 150.000 máy cày và 10.000 máy gặt đập liên hợp, cùng một phi đội máy bay hạng nhẹ lớn. Bulgaria là một trong những nhà sản xuất sản phẩm nông nghiệp hàng đầu thế giới như hồi (thứ 6 thế giới), hạt hướng dương (11), mâm xôi (13), thuốc lá (15), hạt tiêu (18) và sợi lanh (19).

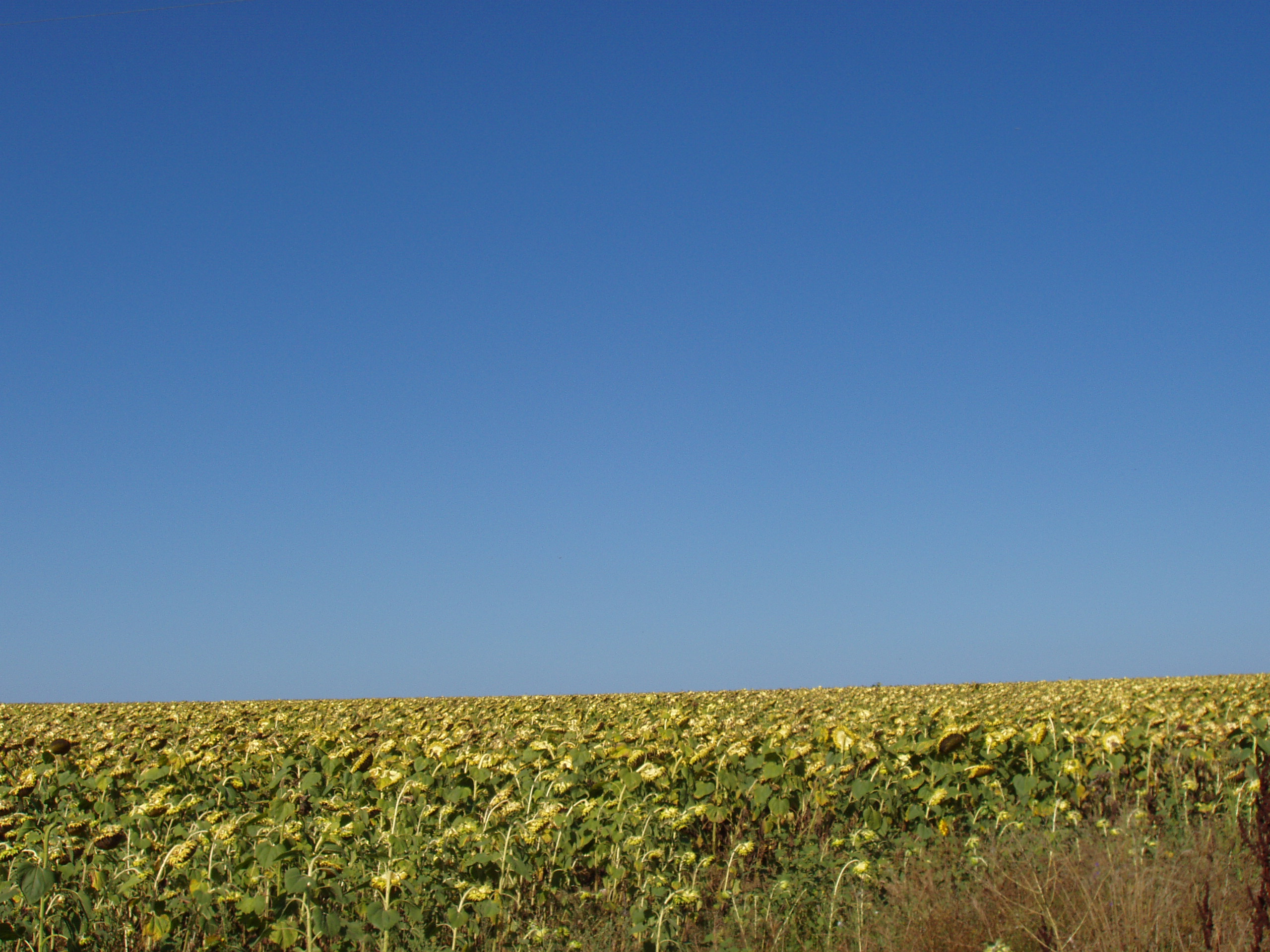
Một cánh đồng hoa hướng dương tại Dobrudja, một trong những vùng màu mỡ nhất của Bulgaria

Dù Bulgaria có trữ lượng nhiên liệu thiên nhiên như dầu mỏ và khí khá thấp, ngành công nghiệp năng lượng phát triển cao của nước này đóng một vai trò tối quan trọng tại vùng Balkan. Vị trí địa lý chiến lược của Bulgaria biến nó trở thành một cổng quá cảnh và phân phối dầu mỏ và khí tự nhiên chính từ Nga tới Tây Âu và các quốc gia vùng Balkan khác. Về sản xuất điện trên đầu người, nước này xếp hàng thứ tư tại Đông Âu. Ngoài ra, Bulgaria có một ngành công nghiệp hạt nhân mạnh vì các mục đích hoà bình. nhà máy điện hạt nhân duy nhất của Bulgaria nằm ở vùng phụ cận Kozloduy, và có tổng công suất 3.760 MW. Việc xây dựng nhà máy điện hạt nhân thứ hai đã được Bản mẫu:Vào gần Belene với công suất dự tính 2.000 MW. Các nhà máy nhiệt điện (TPPs) sản xuất một lượng điện khá lớn, với hầu hết tập trung tại Khu phức hợp Maritsa Iztok.
Vào năm 2009, nước này có mức độ gia tăng sản xuất điện từ các nguồn có thể tái tạo như điện gió, điện mặt trời khá vững chắc, dù vẫn phải dựa chủ yếu vào các nhà máy nhiệt điện và điện hạt nhân. Vì sở hữu rất nhiều rừng và đất đai nông nghiệp, biomass có thể là một nguồn cung cấp điện lớn. Điện gió cũng có tiềm năng cao, với công suất tiềm năng lên tới 3.400 MW. Vào năm 2009, Bulgaria có hơn 70 turbine gió với tổng công suất 112.6 MW, và có những kế hoạch tăng gấp ba lần công suất lên 300 MW vào năm 2010.
Công nghiệp đóng một vai trò quan trọng trong nền kinh tế. Dù Bulgaria không có trữ lượng lớn về dầu mỏ và khí tự nhiên, nước này sản xuất ra một số lượng đáng kể khoáng chất, kim loại và điện.
Bulgaria là nhà sản xuất dầu mỏ hạng thấp (thứ 97 trên thế giới) với tổng sản lượng 3.520 bbl/ngày.
Các nhà thăm dò phát hiện ra giếng dầu đầu tiên của Bulgaria gần Tyulenovo năm 1951. Trữ lượng được chứng minh khoảng 15.000.000 bbl.
Sản xuất khí tự nhiên đã sụt giảm mạnh hồi cuối thập niên 1990. Trữ lượng khí tự nhiên được chứng minh khoảng 5.663 bln. cu m.
Khai mỏ là một nguồn thu xuất khẩu chủ yếu, và đã trở thành yếu tố chủ chốt của nền kinh tế Bulgaria. Nước này là nhà sản xuất than đứng hạng 19 thế giới, đứng thứ 9 về sản xuất bismuth, đứng thứ 19 về sản xuất đồng, và 26 về kẽm. Luyện kim sắt cũng có tầm quan trọng lớn. Hầu hết sản lượng thép và gang có từ Kremikovtsi và Pernik, với một cơ sở luyện kim thứ ba tại Debelt. Về sản xuất thép và sản lượng thép trên đầu người nước này đứng đầu vùng Balkan. Các nhà máy tinh luyện chì và kẽm lớn nhất nằm tại Plovdiv (nhà máy tinh luyện lớn nhất giữa Ý và dãy núi Ural), Kardzhali và Novi Iskar; đồng tại Pirdop và Eliseina, nhôm tại Shumen. Về sản lượng nhiều loại kim loại trên đầu người, như kẽm và sắt, Bulgaria đứng hạng nhất ở Đông Âu. Khoảng 14% tổng sản lượng công nghiệp liên quan tới chế tạo máy và 20% nhân lực trong lĩnh vực này. Tầm quan trọng của nó đã giảm bớt kể từ năm 1989.

### Du lịch

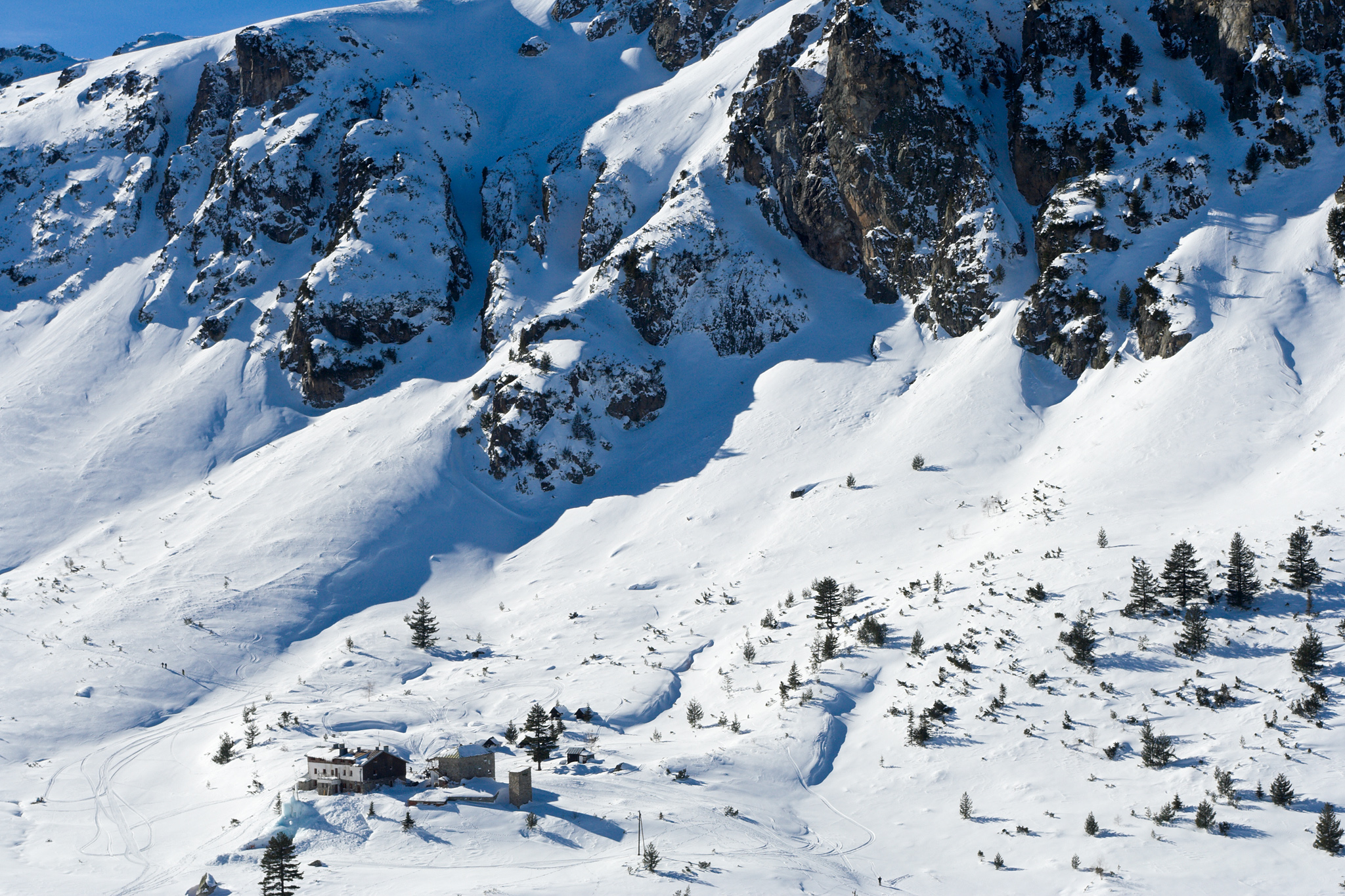
Quang cảnh núi Rila

Năm 2007 tổng số 5.200.000 du khách đã tới Bulgaria, biến nước này trở thành địa điểm thu hút du khách hàng thứ 39 thế giới. Du khách từ Hy Lạp, Romania và Đức chiếm 40%. Một số lượng lớn du khách Anh (+300.000), Nga (+200.000), Serbia (+150.000), Ba Lan (+130.000) và Đan Mạch (+100.000) tới thăm Bulgaria. Hầu hết trong số họ đều bị lôi cuốn bởi các phong cảnh tươi đẹp và đa dạng, các di sản văn hoá và lịch sử được bảo tồn tốt, và sự tĩnh lặng của các vùng nông thôn và miền núi.
Các địa điểm du lịch chính gồm thủ đô Sofia, các khu resort ven biển như Albena, Sozopol, Bãi cát Vàng và Bãi biển Nắng; và các khu resort mùa đông như Pamporovo, Chepelare, Borovetz và Bansko. Các địa điểm du lịch vùng thôn quê như Arbanasi và Bozhentsi là nơi có các truyền thống sắc tộc được bảo tồn tốt. Các địa điểm thu hút du khách khác gồm Tu viện Rila từ thế kỷ thứ X và lâu đài Euxinograd thế kỷ XIX.

### Khoa học, công nghệ, viễn thông và vận tải

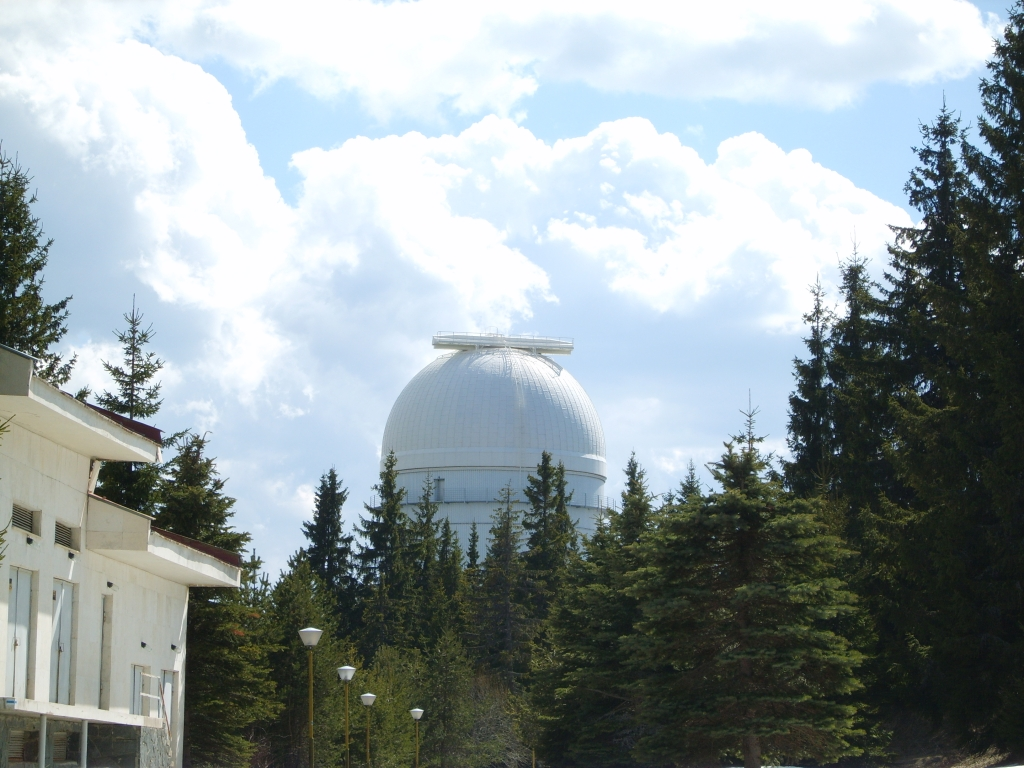
Tháp chứa kính thiên văn 200cm tại Đài thiên văn Rozhen, đài thiên văn lớn nhất ở Đông Nam Âu.

Bulgaria chỉ chi 0.4% GDP cho nghiên cứu khoa học, hay khoảng $ 376 triệu năm 2008. Nước này có truyền thống mạnh trong toán học, thiên văn học, vật lý và công nghệ hạt nhân và giáo dục định hướng khoa học, và có kinh nghiệm khá lớn trong nghiên cứu dược. Viện Hàn lâm Khoa học Bulgaria (BAS), cơ quan khoa học hàng đầu của đất nước, tụ tập hầu hết các nhà nghiên cứu của Bulgaria làm việc trong rất nhiều cơ sở của nó.
Các nhà khoa học Bulgaria đã có nhiều phát minh và sáng tạo quan trọng mang tính cách mạng trên bình diện thế giới. máy tính điện tử số đầu tiên của thế giới, do nhà khoa học người Bulgaria-Mỹ John Vincent Atanasoff thiết kế; đồng hồ điện tử số đầu tiên (Peter Petroff), chiếc máy bay ném bom đầu tiên (đại uý Simeon Petrov); lý thuyết động lực phân tử về hình thành tinh thể và phát triển tinh thể (của Ivan Stranski) và photoelectrets (Georgi Nadjakov), đây là một bước quan trọng trong việc phát triển máy photocopy đầu tiên. Bulgaria cũng là quốc gia thứ 6 trên thế giới có nhà du hành đi vào vũ trụ. Thiếu tướng Georgi Ivanov trên tàu Soyuz 33 (1979), tiếp đó là trung tá Alexander Alexandrov trên tàu Soyuz TM-5 (1988).

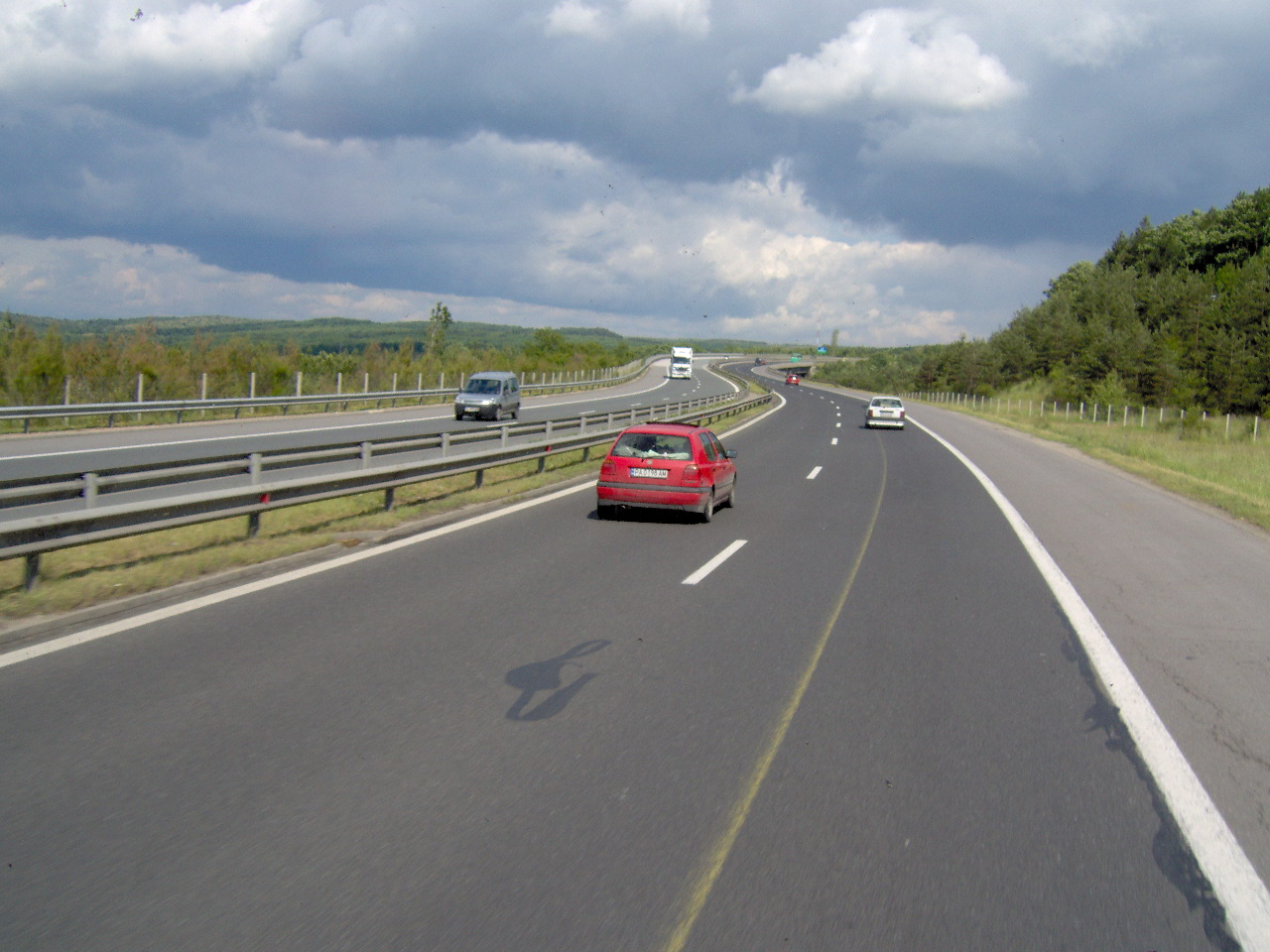
Đường cao tốc Trakiya

Công nghệ thông tin là một trong số các nhánh khoa học phát triển nhất của Bulgaria, vào những năm 1980 nước này đã được gọi là Thung lũng Silicon của Khối Đông Âu. Theo báo cáo của Brainbench Global IT, Bulgaria xếp thứ nhất ở châu Âu về số chuyên gia IT trên đầu người
và đứng thứ 8 thế giới về tổng số chuyên gia ICT, vượt xa một số nước có quy mô dân số lớn hơn nhiều. Ngoài ra, Bulgaria cũng là nước có siêu máy tính mạnh nhất ở Đông Âu (một trong top 100 trên thế giới vào năm 2009), một IBM Blue Gene/P, đi vào hoạt động tháng 9 năm 2008 tại Cơ quan Công nghệ Thông tin Nhà nước. Những năm sau 2000 đã chứng kiến một sự gia tăng mạnh số lượng người sử dụng Internet: năm 2000, có 430.000 người, năm 2004 – 1.545.100, và năm 2006 – 2.2 triệu người.
Bulgaria có vị trí địa lý chiến lược có tầm quan trọng độc nhất. Từ những thời cổ đại, nước này đã là ngã tư đường chính giữa châu Âu, châu Á và châu Phi. Năm trong số mười Hành lang xuyên châu Âu chạy qua lãnh thổ nước này, tổng chiều dài đường bộ của Bulgaria là 102.016 km, trong đó có 93.855 km trải nhựa và 441 km là đường cao tốc. Nước này có nhiều kế hoạch xây dựng đường cao tốc, đang được tiến hành hay đã xây dựng một phần: Đường cao tốc Trakiya, đường cao tốc Hemus, đường cao tốc Cherno More, đường cao tốc Struma, đường cao tốc Maritza và đường cao tốc Lyulin.
Bulgaria cũng có 6500 km đường sắt, hơn 60% đã được điện khí hoá. Có một dự án trị giá €360.000.000 triệu để hiện đại hoá và điện khí hoá tuyến đường sắt Plovdiv–Kapitan Andreevo. Tuyến đường sắt cao tốc duy nhất trong vùng, giữa Sofia và Vidin, sẽ đi vào hoạt động năm 2017, với chi phí €3.000.000.000.
Giao thông đường không đá phát triển khá toàn diện. Bulgaria có sáu sân bay quốc tế chính — tại Sofia, Burgas, Varna, Plovdiv, Rousse và Gorna Oryahovitsa. Sau khi chủ nghĩa cộng sản sụp đổ năm 1989, hầu hết các sân bay nội địa nhỏ đều bị bỏ hoang không sử dụng khi các chuyến bay nội địa giảm sút. Nước này duy trì nhiều sân bay quân sự và nông nghiệp. 128 trong tổng số 213 sân bay ở Bulgaria có đường băng cứng.
Các cảng quan trọng nhất và có lượng vận tải hàng hoá lớn nhất là Varna và Burgas. Burgas, Sozopol, Nesebar và Pomorie là những cảng hỗ trợ cho các đội tàu đánh cá. Các cảng lớn trên sông Donau gồm Rousse và Lom (phục vụ cho thủ đô).

## Nhân khẩu
Tôn giáo tại Bulgaria (2011)
Trong những năm gần đây Bulgaria là một trong những nước có tỷ lệ tăng dân số thấp nhất thế giới. Tăng trưởng dân số âm đã diễn ra từ đầu thập niên 1990,
vì sụp đổ kinh tế và di cư cao. Năm 1989 dân số nước này có 9.009.018 người, giảm dần xuống còn 7.950.000 năm 2001 và 7.606.000 năm 2009. Tính đến  năm 2009 Dân số có tỷ lệ sinh 1.48 trẻ em trên phụ nữ năm 2008. Tỷ lệ sinh cần đạt mức 2.2 để tái lập mức tăng dân số tự nhiên.

### Tôn giáo
Đa số người Bulgaria (82,6%) thuộc, ít nhất về danh nghĩa, Giáo hội Chính thống Bulgaria. Được thành lập năm 870 thuộc Tòa Thượng phụ Constantinople (nơi có Tổng giám mục, tăng lữ và các bản kinh từ đây), Giáo hội Chính thống này có vị thế độc lập từ năm 927. Các tôn giáo lớn khác gồm Hồi giáo (12,2%), các giáo phái Tin lành (0,8%) và Công giáo La Mã (0,5%); với các giáo phái khác, vô thần và không tuyên bố chiếm xấp xỉ 4,1%. Bulgaria chính thức là một nhà nước thế tục và Hiến pháp đảm bảo quyền tự do tín ngưỡng nhưng coi Chính thống là một tôn giáo chính thức. Trong cuộc điều tra dân số năm 2001, 82,6% người dân tuyên bố mình là tín đồ Chính Thống giáo, 12,2% Hồi giáo, 1.2% các giáo phái Kitô giáo khác, 4% các tôn giáo khác (Phật giáo, Đạo giáo, Ấn Độ giáo, Do Thái giáo).
Hồi giáo tới nước này vào cuối thế kỷ XIV sau cuộc chinh phục của người Ottoman. Ở thế kỷ XVI và XVII, các nhà truyền giáo từ Rôma đã truyền đạo tại Paulicians thuộc các quận Plovdiv và Svishtov khiến nơi này có thêm nhiều tín hữu Giáo hội Công giáo Rôma. Năm 2009, người Do Thái tại Bulgaria, từng là một trong những cộng đồng lớn nhất châu Âu, có chưa tới 2.000 người.

### Dân tộc
Theo cuộc điều tra dân số năm 2001, dân số Bulgaria gồm chủ yếu sắc tộc Bulgaria (83,9%), với hai cộng đồng thiểu số chính, người Thổ (9,4%) và Roma (4,7%). Trong số 2.0% còn lại, 0.9% gồm khoảng 40 cộng đồng thiểu số nhỏ hơn, chủ yếu là người Nga, người Armenia, người Ả Rập, người Vlach, người Do Thái, người Tatar Krym và Sarakatsani (về mặt lịch sử cũng được gọi là người Karakachan). 1,1% dân số không tuyên bố sắc tộc trong cuộc điều tra năm 2001.

### Ngôn ngữ
Cuộc điều tra năm 2001 định nghĩa một nhóm sắc tộc là một "cộng đồng người, liên quan tới nhau bởi nguồn gốc và ngôn ngữ, và giống nhau về cách thức sống và văn hoá"; và tiếng mẹ đẻ của một người là "tiếng một người nói tốt nhất và thường được sử dụng để trao đổi trong gia đình (hộ)".
| Tiếng mẹ đẻ      | Theo nhóm sắc tộc | Phần trăm | Theo ngôn ngữ đầu tiên | Phần trăm |
| ---------------- | ----------------- | --------- | ---------------------- | --------- |
| Tiếng Bulgaria   | 6.655.000         | 83,93%    | 6.697.000              | 84,46%    |
| Tiếng Thổ Nhĩ Kỳ | 747.000           | 9,42%     | 763.000                | 9,62%     |
| Gypsies (roma)   | 371.000           | 4,67%     | 328.000                | 4,13%     |
| Khác             | 69.000            | 0,87%     | 71.000                 | 0,89%     |
| Tổng cộng        | 7.929.000         | 100%      | 7.929.000              | 100%      |

### Giáo dục

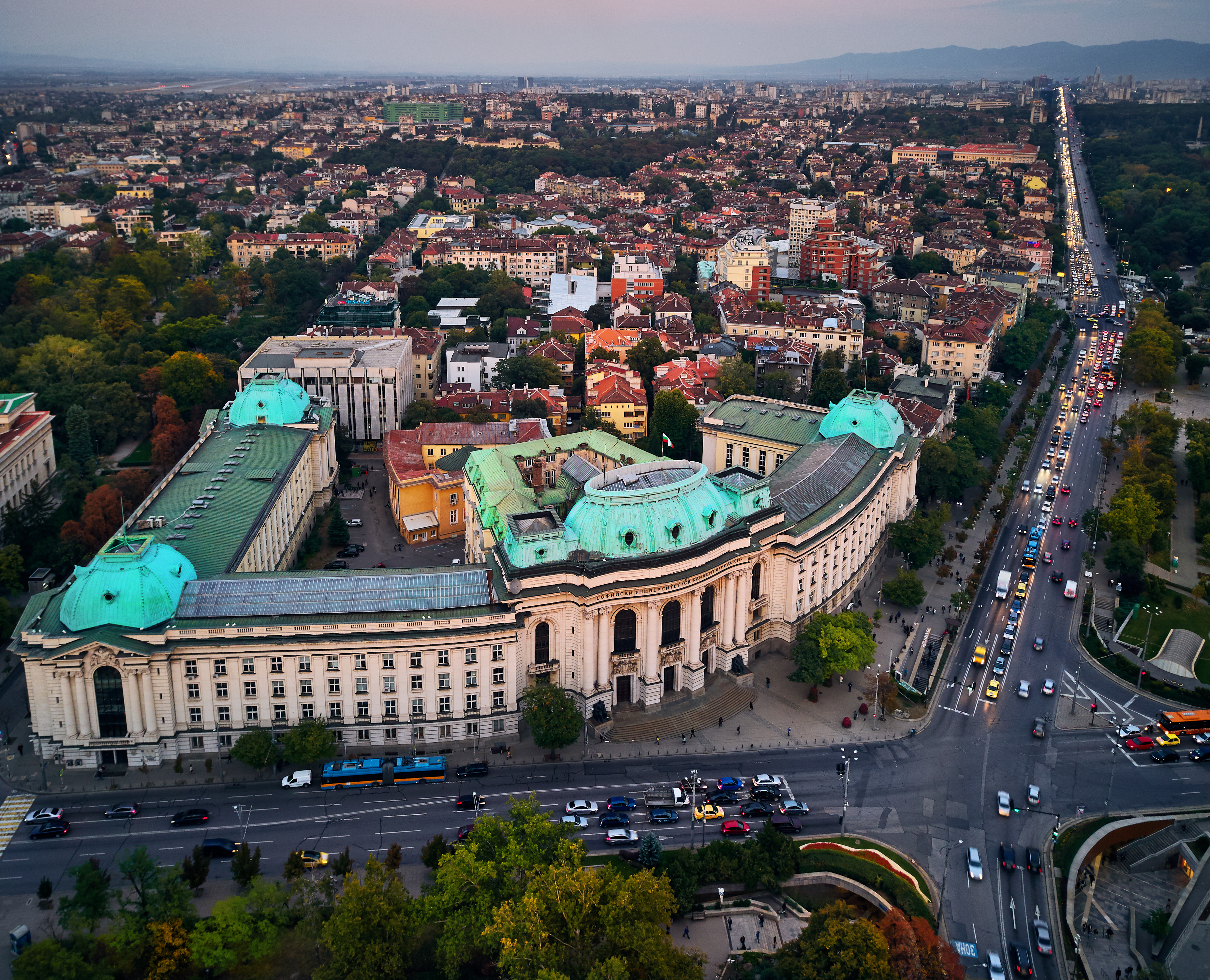
Đại học Sofia

Giáo dục tại Bulgaria thuộc quyền quản lý của Bộ giáo dục và khoa học. Giáo dục toàn bộ thời gian là bắt buộc với mọi trẻ em trong độ tuổi 7 tới 16. Trẻ 16 tuổi có thể ghi tên vào các trường học theo định hướng của cha mẹ. Giáo dục tại các trường nhà nước là miễn phí, ngoại trừ tại các cơ sở cao học, trường cao đẳng và đại học. Chương trình dựa chủ yếu ở tám môn chính: tiếng Bulgaria và văn học, ngoại ngữ, toán học, công nghệ thông tin, hoa học xã hội và dân sự, khoa học tự nhiên và sinh thái, âm nhạc và nghệ thuật, giáo dục thể chất và thể thao.
Chi tiêu công cho giáo dục thấp hơn nhiều so với mức trung bình của Liên minh Châu Âu . Các tiêu chuẩn giáo dục từng rất cao, nhưng đã xấu đi đáng kể trong thập kỷ qua. Bulgaria là một trong những nước học sinh có điểm số cao nhất trên thế giới về tỷ lệ đọc chữ năm 2001, hoạt động tốt hơn so với các đối tác Canada và Đức; đến năm 2006, điểm số về môn đọc, toán và khoa học đã giảm xuống. Chương trình đánh giá sinh viên (PISA) nghiên cứu năm 2015 cho thấy 41,5% số học sinh lớp 9 là không biết đọc chữ, toán và khoa học. Tỷ lệ biết chữ trung bình ở mức 98,4% không có sự khác biệt đáng kể giữa giới tính. Bộ Giáo dục và Khoa học tài trợ một phần cho các trường công lập, cao đẳng và đại học, đặt tiêu chuẩn cho sách giáo khoa và giám sát quá trình xuất bản. Quá trình giáo dục trải qua 12 lớp, trong đó, lớp một đến lớp tám là cấp tiểu học và từ chín đến mười hai là cấp trung học. Giáo dục đại học bao gồm bằng cử nhân 4 năm và bằng thạc sĩ 1 năm. Cơ sở giáo dục bậc nhất của Bulgaria là Đại học Sofia.

## Văn hoá

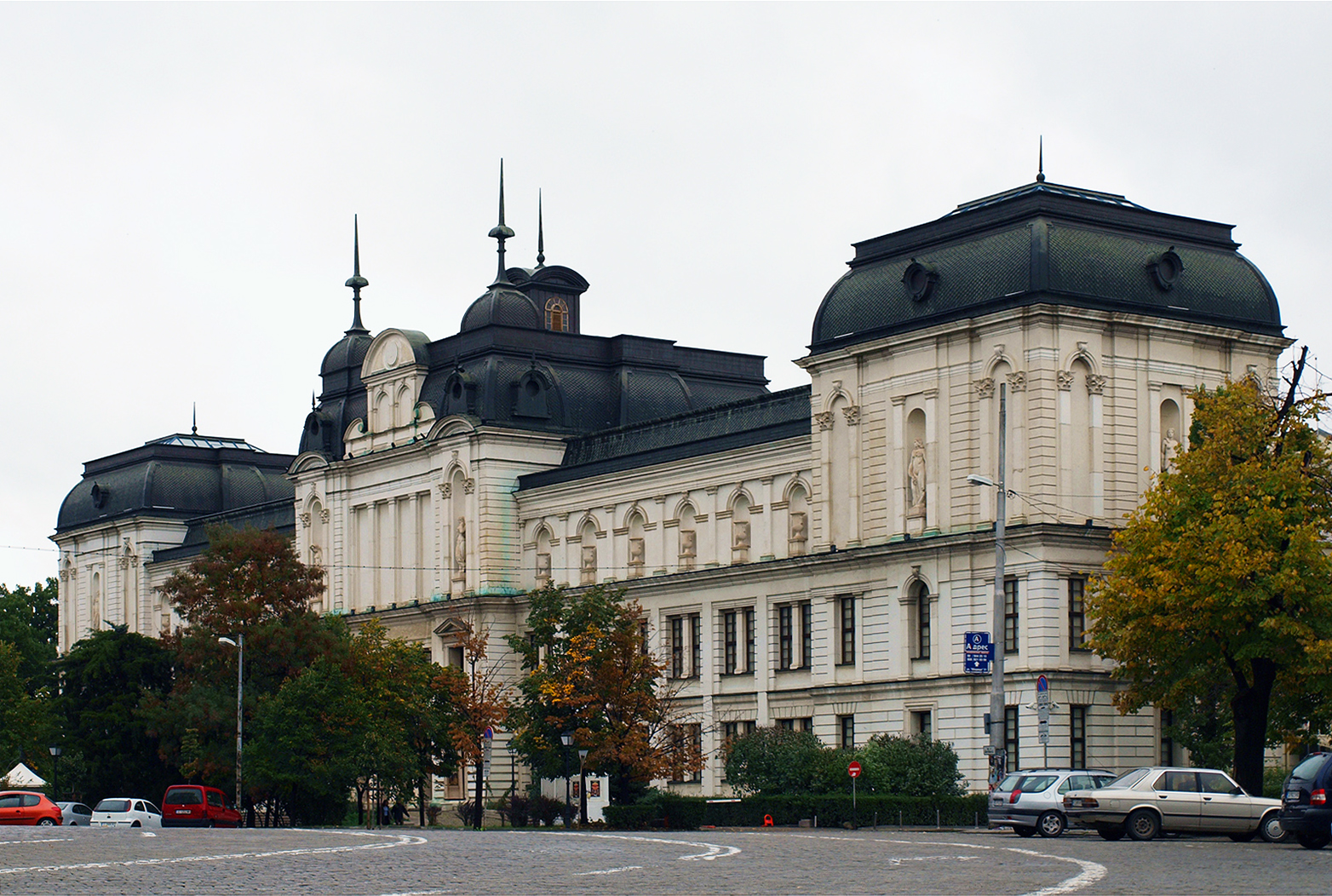
Bảo tàng Nghệ thuật Nước ngoài Quốc gia, nơi lưu giữa nhiều tác phẩm nghệ thuật châu Âu, châu Á và châu Phi, gồm cả các tác phẩm của Rembrandt, Albrecht Dürer, Salvador Dali và nhiều người khác.

Một số nền văn minh cổ, đáng chú ý nhất là của người Thrace, Hy Lạp, La Mã, Slav, và Bulgar, đã để lại dấu ấn trong văn hoá, lịch sử và di sản của Bulgaria. Các đồ tạo tác Thrace gồm nhiều ngôi mộ và đồ vàng bạc, trong khi người Bulgar cổ để lại dấu vết của họ trong văn hoá và kiến trúc sơ kỳ. Cả đế chế Bulgaria thứ nhất và thứ hai đều là những đầu mối của châu Âu Slav trong hầu hết thời Trung Cổ, để lại ảnh hưởng đáng chú ý về văn hoá và văn học trong thế giới Slavơ Chính thống phía đông qua các trường phái Preslav và Trường phái Văn học Ohrid. Bảng chữ cái Cyrill, được sử dụng trong nhiều ngôn ngữ Đông Âu và châu Á, có nguồn gốc từ hai trường phái này ở thế kỷ X Công Nguyên.
Ngày nay Bulgaria có chín Địa điểm di sản thế giới của UNESCO – bức chạm nổi đá đầu thời kỳ Trung Cổ Madara Rider, hai lăng mộ Thrace (tại Sveshtari và Kazanlak), Nhà thờ Boyana, Tu viện Rila và Các Nhà thờ Đá Ivanovo, Vườn Quốc gia Pirin và Khu Dự trữ Thiên nhiên Srebarna, cũng như thành phố cổ Nesebar. Một đồ tạo tác lịch sử quan trọng khác là kho tàng vàng chế tác cổ nhất thế giới, có niên đại từ thiên niên kỷ thứ 5 trước Công Nguyên, từ Nghĩa trang Varna.

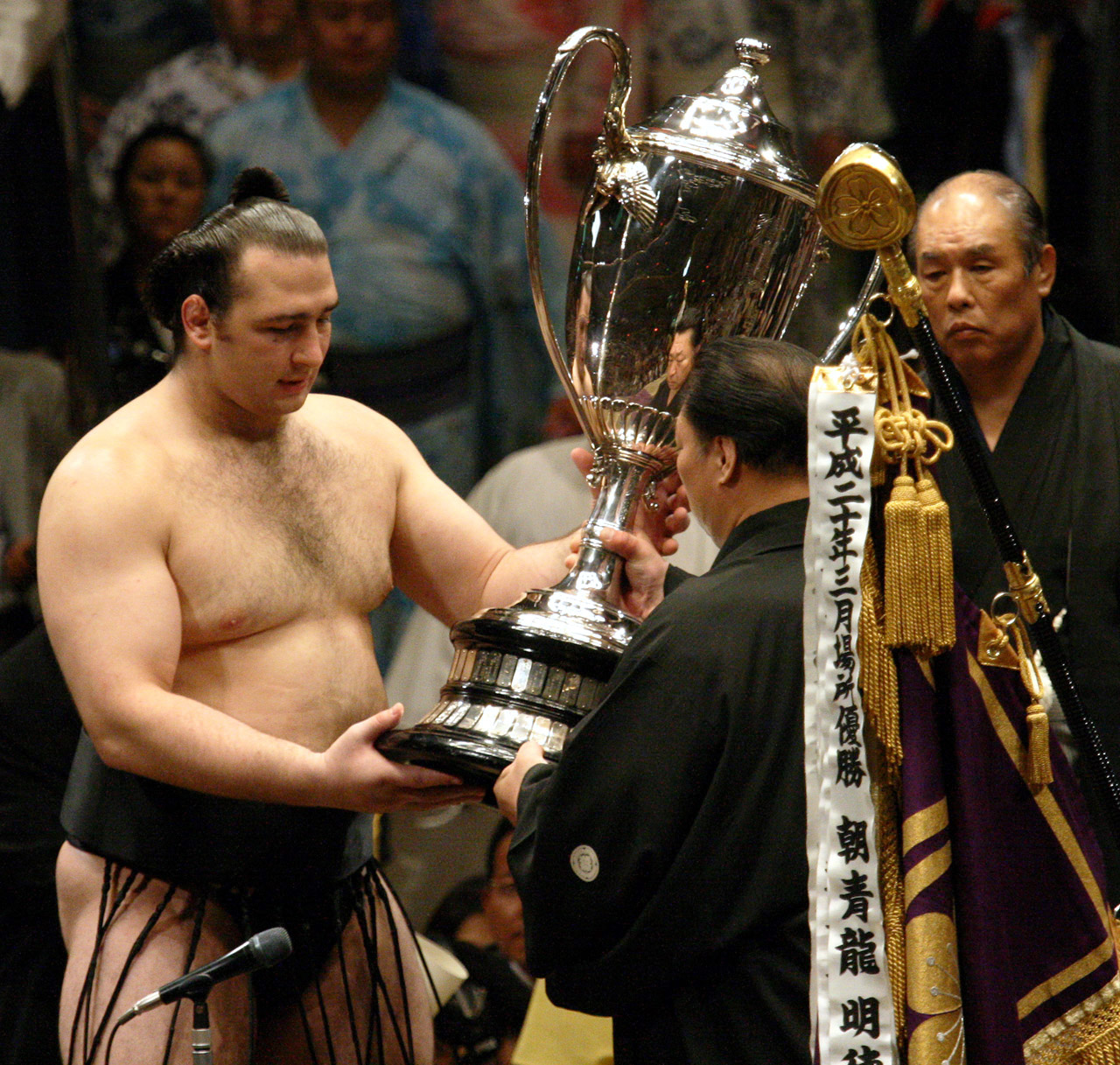
Vận động viên Sumo Kotoōshū (Kaloyan Mahlyanov), người châu Âu đầu tiên được nhận Cúp Hoàng Đế (tháng 5 năm 2008).

Nước này có một truyền thống âm nhạc lâu dài, bắt nguồn từ đầu thời kỳ Trung Cổ. Một trong những nhà soạn nhạc nổi tiếng sớm nhất được biết ở Châu Âu Trung Cổ là Yoan Kukuzel (khoảng 1280–1360). Âm nhạc dân gian quốc gia có đặc trưng riêng biệt và sử dụng nhiều nhạc cụ truyền thống, như gudulka (гъдулка), gaida (гайда) – kèn túi, kaval (кавал) và tupan (тъпан). Bulgaria cũng có một di sản nghệ thuật thị giác giàu có, đặc biệt trong tranh tường, mural và các biểu tượng, nhiều tác phẩm trong số này là tác phẩm của Trường phái nghệ thuật Tarnovo.
Rượu Bulgaria được xuất khẩu đi khắp thế giới, và tới năm 1990 nước này vẫn đứng thứ hai thế giới về tổng lượng xuất khẩu rượu đóng chai. Ở thời điểm năm 2007, nước này sản xuất 200.000 tấn rượu hàng năm, xếp hạng 20 thế giới. Bulgaria cũng sản xuất một lượng lớn bia và rakia (chủ yếu sản xuất tại nhà). Lukanka, banitsa, shopska salad, lyutenitsa, sirene và kozunak và những món đặc trưng của ẩm thực Bulgaria.
Bulgaria có thành tích cao tại các môn thể thao như bóng chuyền, vật, cử tạ, bắn súng, thể dục, cờ vua, và gần đây là vật sumo và tennis. Đội tuyển bóng chuyền nam quốc gia Bulgaria là một trong những đội tuyền hàng đầu châu Âu và thế giới, xếp hạng 4 thế giới theo bảng xếp hạng năm 2009 của FIVB.
Bóng đá là môn thể thao được ưa chuộng nhất trong nước. Hristo Stoichkov (Христо Стоичков) là cầu thủ bóng đá Bulgaria đầu tiên và duy nhất giành Quả bóng vàng châu Âu (Ballon d'Or) vào năm 1994. Dimitar Berbatov (Димитър Бербатов) là một trong những cầu thủ bóng đá Bulgaria nổi tiếng nhất thế kỷ XXI. Các câu lạc bộ nổi tiếng trong nước gồm PFC CSKA Sofia (được coi là câu lạc bộ hàng đầu đất nước) và PFC Levski Sofia, là câu lạc bộ bóng đá Bulgaria đầu tiên tham gia UEFA Champions League hiện đại năm 2006–07. Đội tuyển quốc gia thành công nhất tại kỳ World Cup là tại World Cup 1994 khi họ vào tới bán kết và chỉ bị loại bởi đội tuyển Ý với một cú đúp của Roberto Baggio. Bulgaria thua trận với tỷ số 2-1 và cuối cùng giành vị trí thứ 4 sau trận thua 4-0 khi tranh giải 3, 4 trước Thuỵ Điển.
Bulgaria tham gia vào cả Olympic mùa hè và mùa đông, và lần đầu tiên họ xuất hiện trong một kỳ Olympic hiện đại là vào năm 1896, khi vận động viên thể dục người Thuỵ Sĩ Charles Champaud đại diện cho nước này. Từ đó Bulgaria đã tham gia vào hầu hết các kỳ Olympic mùa hè, và tới năm 2008 họ đã giành được tổng cộng 212 huy chương: 51 vàng và 84 bạc cùng 77 đồng.

### Trước năm 1939
- Monroe, W. S. "Bulgaria and her people, with an account of the Balkan wars, Macedonia, and the Macedonian Bulgars (1914)"
- Fox, Frank, Sir Bulgaria (1915) London: A. and C. Black, Ltd., book scanned by Project Gutenberg
- Hall, Richard C. Bulgaria's Road to the First World War (1996) New York: Columbia University Press ISBN 0-88033-357-X
- MacDermott, Mercia (1962). A History of Bulgaria, 1393-1885. London: Allen & Unwin. Bản gốc lưu trữ ngày 9 tháng 6 năm 2010. Truy cập ngày 19 tháng 11 năm 2009.
- Perry, Duncan M. Stefan Stambolov and the Emergence of Modern Bulgaria, 1870-1895 (1993) Durham: Duke University Press ISBN 0-8223-1313-8
- Runciman, Steven (1930). A History of the First Bulgarian Empire. G. Bell & Sons, London. Bản gốc lưu trữ ngày 23 tháng 6 năm 2012. Truy cập ngày 19 tháng 11 năm 2009.
- Zlatarski, Vasil N. (1934). "Prof. Dr". Medieval History of the Bulgarian State (bằng tiếng Bulgaria). Royal Printing House, Sofia. Truy cập ngày 5 tháng 8 năm 2007. (Васил Н. Златарски, История на българската държава през средните векове, Част II, II изд., Наука и изкуство, София 1970)

### Chiến tranh thế giới thứ hai
- Bar-Zohar, Michael Beyond Hitler's Grasp: The Heroic Rescue of Bulgaria's Jews
- Groueff, Stephane Crown of Thorns: The Reign of King Boris III of Bulgaria, 1918–1943
- Todorov, Tzvetan The fragility of goodness: why Bulgaria’s Jews survived the Holocaust: a collection of texts with commentary (2001) Princeton: Princeton University Press ISBN 0-691-08832-2

### Thời kỳ cộng sản
- Todorov, Tzvetan Voices from the Gulag: Life and Death in Communist Bulgaria
- Dimitrova, Alexenia The Iron Fist — Inside the Bulgarian secret archives

### Hiện tại[cập nhật]
- Bell, John D., ed. (1998). Bulgaria in Transition: Politics, Economics, Society, and Culture after Communism. Westview. ISBN 978-0-8133-9010-9
- Ghodsee, Kristen. The Red Riviera: Gender, Tourism and Postsocialism on the Black Sea. Durham: Duke University Press. ISBN 978-0-8223-3662-4. Bản gốc lưu trữ ngày 18 tháng 2 năm 2009. Truy cập ngày 8 tháng 2 năm 2021.
- Ghodsee, Kristen. Muslim Lives in Eastern Europe: Gender, Ethnicity and the Transformation of Islam in Postsocialist Bulgaria. Princeton: Princeton University Press. ISBN 978-0-691-13955-5.

### Sách hướng dẫn
- Annie Kay Bradt Guide: Bulgaria
- Paul Greenway Lonely Planet World Guide: Bulgaria
- Pettifer, James Blue Guide: Bulgaria
- Timothy Rice Music of Bulgaria
- Jonathan Bousfield The Rough Guide To Bulgaria